# Partit Popular Europeu
|  | No s'ha de confondre amb Grup del Partit Popular Europeu. |

El Partit Popular Europeu (PPE) és un partit polític europeu de centredreta i proeuropeu, fundat el 1976 per partits democristians, però posteriorment ha ampliat la seva composició per a incloure a partits conservadors, liberals i altres perspectives de centredreta. L'1 de juliol del 2022 el partit va elegir com a president al president del Grup del Partit Popular Europeu i eurodiputat per Alemanya Manfred Weber.
Tots els seus membres formen part del Grup del Partit Popular Europeu al Parlament Europeu, on són el principal grup des de 1999. El partit també es present a la Comissió Europea, on té la presidència des de 2004, el Consell Europeu i al Comitè Europeu de les Regions, així com a les assemblees parlamentàries del Consell d'Europa, de l'Organització per a la Seguretat i la Cooperació a Europa (OSCE) i de l'Organització del Tractat de l'Atlàntic Nord (OTAN).
El Partit Popular Europeu inclou partits tan importants com la Unió Demòcrata Cristiana d'Alemanya, el Partit Popular d'Espanya, la Plataforma Cívica de Polònia, el Partit Nacional Liberal de Romania o Els Republicans de França, i compta amb membres en tots els estats membres de la Unió Europea.

## Història
Segons la pàgina web, el Partit Popular Europeu «és la família política del centredreta, les arrels del qual s'enfonsen en el profund de la història i la civilització del continent europeu i que ha estat pioner en el projecte europeu des de la seva creació».

### Orígens

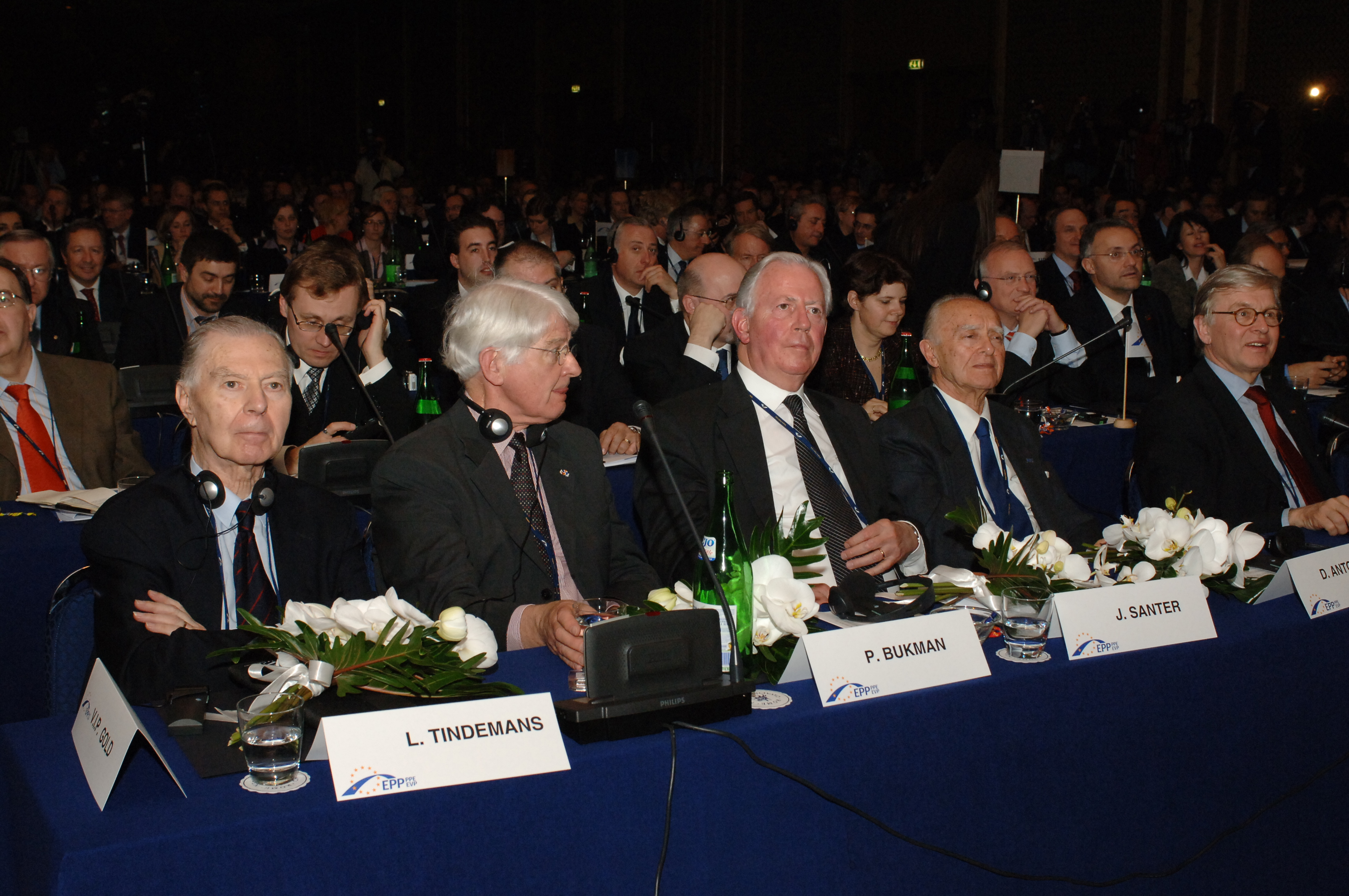
D'esquerra a dreta: Leo Tindemans, Piet Bukman i Jacques Santer; expresidents del Partit Popular Europeu.

El partit va ser formalment fundat a Luxemburg el 8 de juliol de 1976 pels partits alemanys Unió Demòcrata Cristiana i Unió Social Cristiana de Baviera, pels belgues Cristià Demòcrata i Flamenc i Centre Demòcrata Humanista, l'irlandès Fine Gael, l'italià Democràcia Cristiana (actualment dissolt), el luxemburguès Partit Popular Social Cristià i els holandesos Partit Popular Catòlic, Unió Cristiana Històrica i Partit Antirevolucionari, actualment integrats a la Crida Demòcrata Cristiana.
No obstant això, moltes associacions polítiques de centredreta ja existien per a llavors i poden ser vistes com a predecessores del Partit Popular Europeu. L'exemple més clar són els Nous Equips Internacionals de 1947, transformat en 1965 a la Unió Europea de Demòcrates Cristians, que al seu torn descendeix del Secretariat Permanent dels partits d'inspiració social-cristiana, fundat en 1925 per l'italià Luigi Sturzo i el francès Georges Bidault. També existia el Grup Demòcrata-Cristià en el Parlament Europeu, que fins a 1979 es triaven en els diferents parlaments dels Estats membre de la Comunitat Europea.
Si bé, els inicis no van ser senzills, ja que els partits alemanys apostaven per l'obertura del Partit Popular Europeu a conservadors i liberals per a evitar que el Parlament Europeu fos controlat pels socialistes, però van trobar l'oposició de la majoria dels partits. Això va donar com a resultat la creació de la Unió Demòcrata Europea, amb partits d'Àustria, Portugal, el Regne Unit, Suècia o Grècia, a més dels alemanys del PPE, que van establir una doble militància europea.

### Primeres eleccions europees
En 1979 es van celebrar les primeres eleccions directes per a triar el Parlament Europeu, obtenint el Partit Popular Europeu 107 dels 410 escons en disputa, augmentant a 117 de 434 després de l'entrada de Grècia en la Comunitat Europea. Aquestes eleccions van ser guanyades per la confederació de partits socialistes que van aconseguir 113 escons.
En el V Congrés, celebrat en 1984 a la ciutat italiana de Roma, el partit va adoptar un Programa d'acció per a les segones eleccions directes al Parlament Europeu, que es van celebrar aquell mateix any guanyant 110 escons dels 434 en disputa, 20 per sota dels aconseguits pels socialistes. Un any més tard seria triat el neerlandès Piet Bukman com a líder del partit.
En 1986 es va produir l'entrada d'Espanya i Portugal en la Comunitat Europea, la qual cosa va ampliar el Parlament Europeu fins als 518 escons, augmentant en 9 escons la seva presència en la cambra gràcies a l'entrada del portuguès Partit Socialdemòcrata i els espanyols Partit Demòcrata Popular, la Unió Democràtica de Catalunya i el Partit Nacionalista Basc.

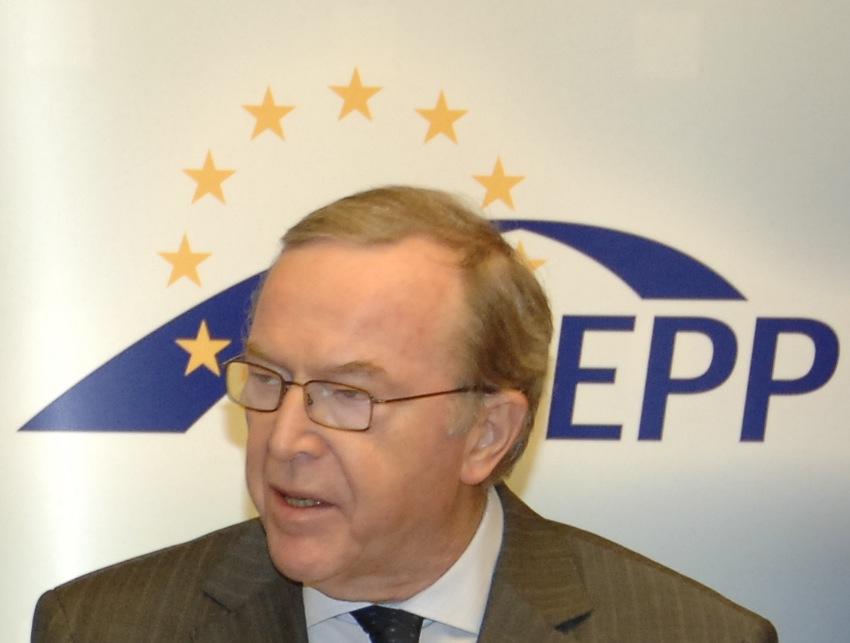
Wilfried Martens, president del Partit Popular Europeu de 1990 fins a 2013.

En 1987, el Partit Popular Europeu va triar en el VII Congrés, celebrat a Luxemburg a Jacques Santer com a president, durant tres anys en el càrrec i sent substituït per Wilfried Martens en 1990 en el VIII Congrés a la ciutat irlandesa de Dublín. Un any abans, el PPE aconseguia 121 escons de 518 en les eleccions de 1989, gairebé 60 menys que els socialistes.

### Unificació del centredreta europeu

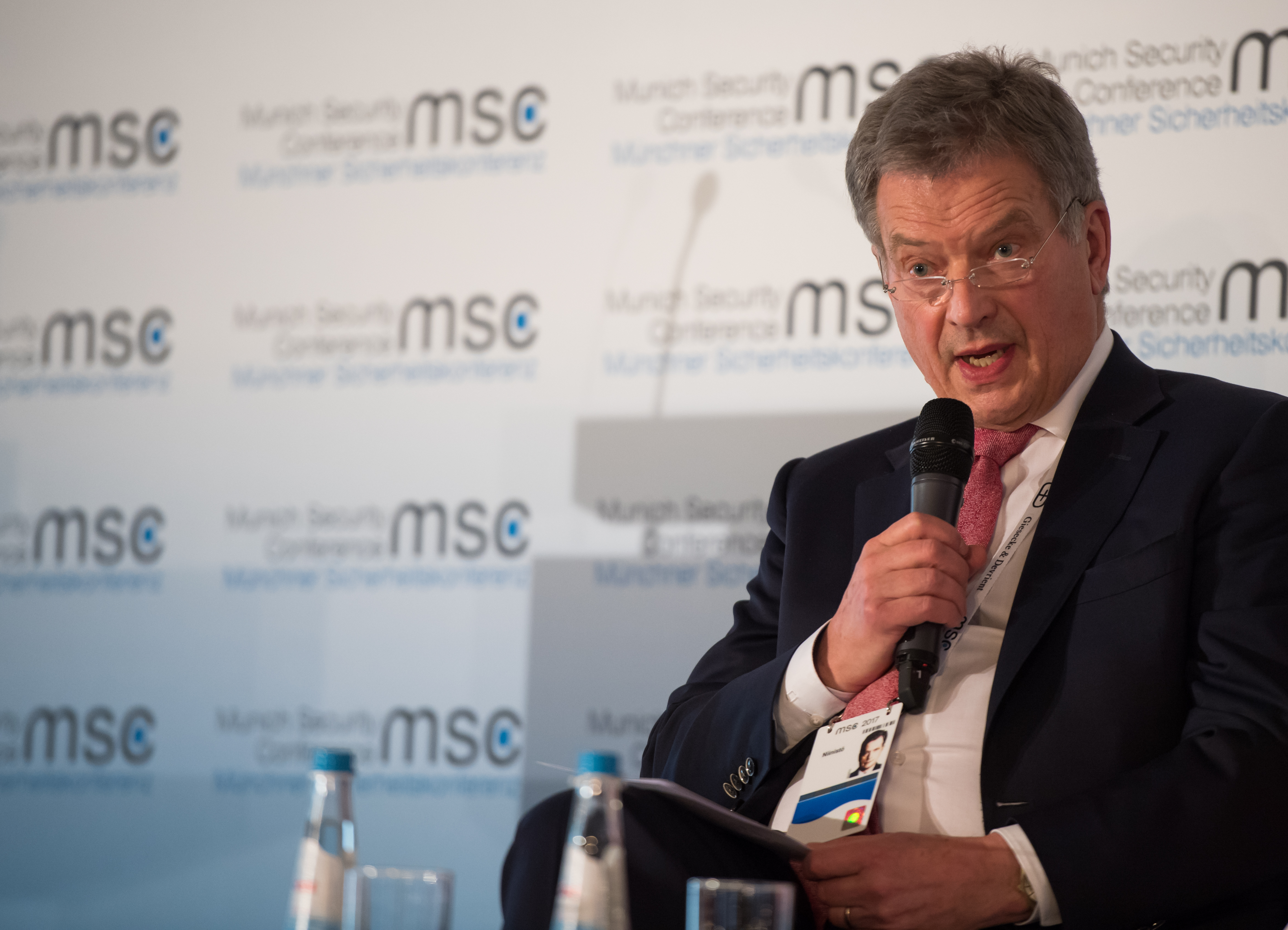
Sauli Niinistö, l'artífex de la integració de la Unió Democràtica en el Partit Popular Europeu.

La divisió del centredreta es va mantenir fins als anys 90, quan l'obertura ideològica del Partit Popular en cerca d'aconseguir majories que permetessin realitzar les seves idees, i després de l'entrada de nous països a la Unió Europea, va fer perdre força a la Unió Europea de Demòcrates Cristians que va acabar per ser absorbida pel PPE en 1999. Ja en 2002 el polític finès Sauli Niinistö va impulsar la fusió de la Unió Demòcrata, de la qual era president, i el Partit Popular Europeu, amb Wilfried Martens al capdavant, que es va fer realitat l'octubre de 2002, en el XV Congrés del PPE a la ciutat portuguesa d'Estoril. Com a reconeixement als seus esforços, Niinistö va ser nomenat president honorari del Partit Popular Europeu aquell mateix any.
Abans d'aquesta unió formal, l'1 de maig de 1992 els grups del PPE i de la UDE es van fusionar formant el Grup del Partit Popular Europeu i dels Demòcrates Europeus, que després del resultat de les eleccions de 1994, on el Partit Popular va obtenir 157 escons dels 567 en disputa i els Demòcrates 26 diputats, va aconseguir guanyar les eleccions de 1999 aconseguint 233 escons dels 626 del Parlament Europeu, enfront dels 180 del Grup del Partit Socialista Europeu.
Durant aquests anys, la família popular va anar ampliant-se amb entrades com les del Partit Popular espanyol i del Partit Popular austríac en 1991, els partits conservadors escandinaus, així com el Partit Popular del Tirol del Sud en 1993, el Reagrupament Democràtic xipriota i el Partit Popular Democristià suís en 1994, els partits dels països de l'est candidats a entrar en la Comunitat en 1996, o el partit italià Forza Itàlia en 1999.
En aquest període també es va crear el Comitè de les Regions (1994), on el Partit Popular Europeu va arrencar amb 85 membres i la presidència a càrrec del francès Jacques Blanc, i diferents associacions vinculades al Partit Popular Europeu com la Unió Europea de Persones Majors en 1995 o la primera xarxa PIMES Europa en 1996, dissolta en 2012.

### Divisió pel federalisme europeu

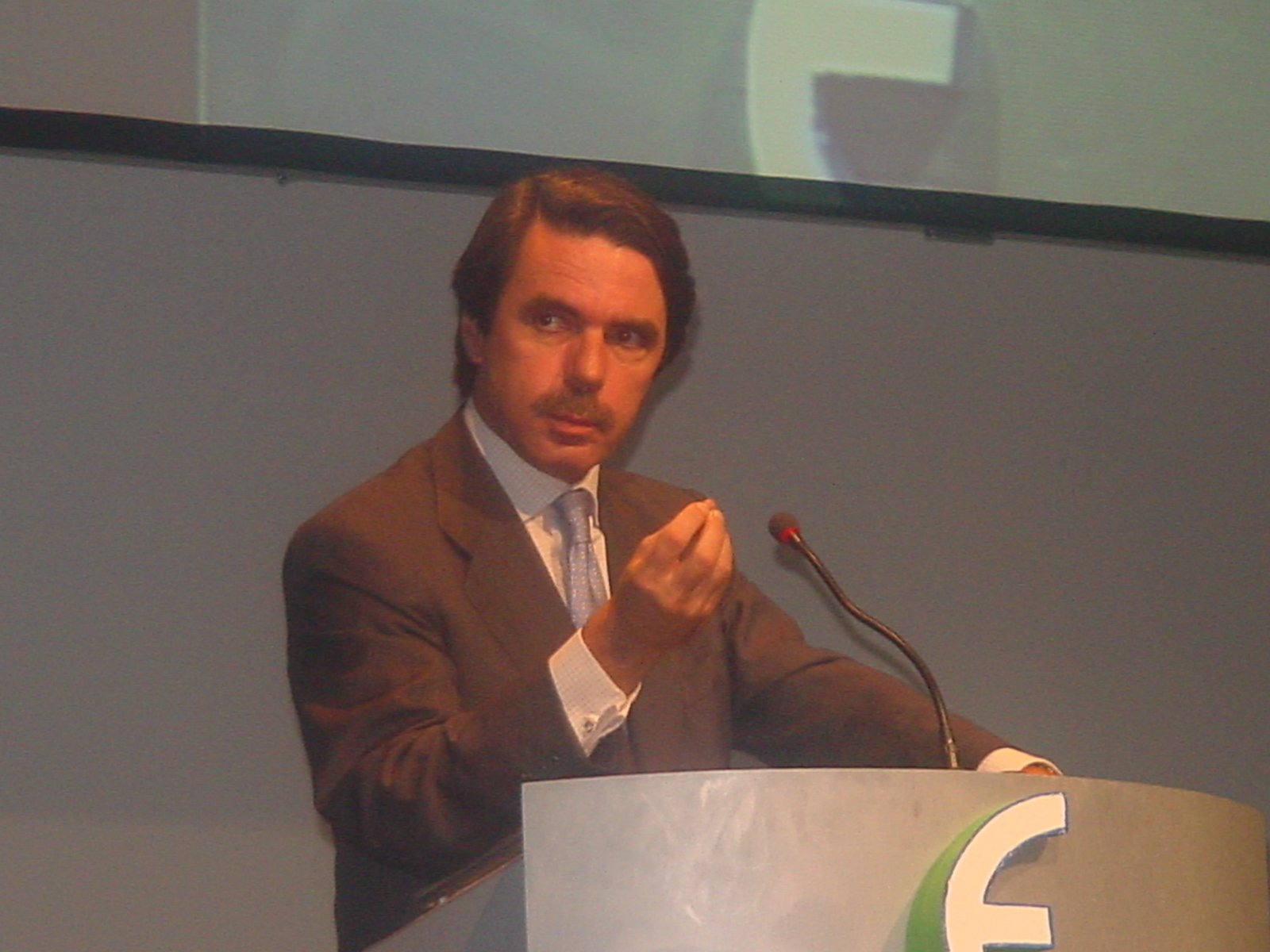
José María Aznar al Congrés del PPE d'Estoril el 2002.

Després de l'arribada del segle XXI el Partit Popular Europeu aposta per la construcció federal de la Unió Europea amb la Convenció sobre el futur d'Europa per a la redacció de la Constitució Europea. Si bé, el XV Congrés de la ciutat portuguesa d'Estoril s'aprova el document «Una Constitució per a una Europa forta» on no s'aposta per un model determinat després de desavinences entre els conservadors alemanys i els espanyols, francesos, italians i anglesos.
En les eleccions europees de 2004, el PPE va aconseguir 268 diputats, els seus millors resultats històrics, i aconseguint una diferència de més de 60 escons amb el Partit Socialista Europeu. Abans d'aquestes eleccions, van entrar nous partits com la italiana Cristians Democràtics Units, la francesa Agrupació per la República o els eslovacs Unió Demòcrata i Cristiana Eslovaca-Partit Democràtic i Moviment Democràtic Cristià, aquests com a observadors.
En 2006 va començar una nova divisió en el Partit Popular Europeu, aquesta vegada per la dreta, ja que el Partit Conservador britànic i el Partit Democràtic Cívic de Txèquia van fundar el Moviment per a la Reforma Europea, una entitat de partits euroescèptics al marge del Parlament Europeu que, després de les eleccions del 2009 va formar el Grup dels Conservadors i Reformistes Europeus i posteriorment el partit europeu Aliança dels Conservadors i Reformistes Europeus. Malgrat aquesta divisió, el Partit Popular Europeu no va sofrir excessivament i va aconseguir formar un grup polític en el Parlament Europeu de 265 escons, enfront dels 184 del Grup de l'Aliança Progressista de Socialistes i Demòcrates i els 55 diputats del nou grup euroescèptic.
Després de la sortida dels partits més euroescèptics, en el Congrés de 2012 a la ciutat romanesa de Bucarest, el PPE va aprovar un manifest on, entre les prioritats polítiques del partit, s'incloïen una «Unió política europea», la «realització del mercat únic europeu», l'«elecció directa del president de la Comissió Europea» i l'«enfortiment dels partits polítics europeus».
El 8 d'octubre de 2013, Wilfried Martens va deixar el càrrec de president del Partit Popular Europeu per motius de salut, afligit d'un càncer de pàncrees, morint l'endemà passat. En substitució va ser nomenat el francès Joseph Daul, membre de Els Republicans, i sent confirmat per l'Assemblea Política del PPE el 12 de novembre amb el suport de 112 dels 124 representants dels partits integrants.

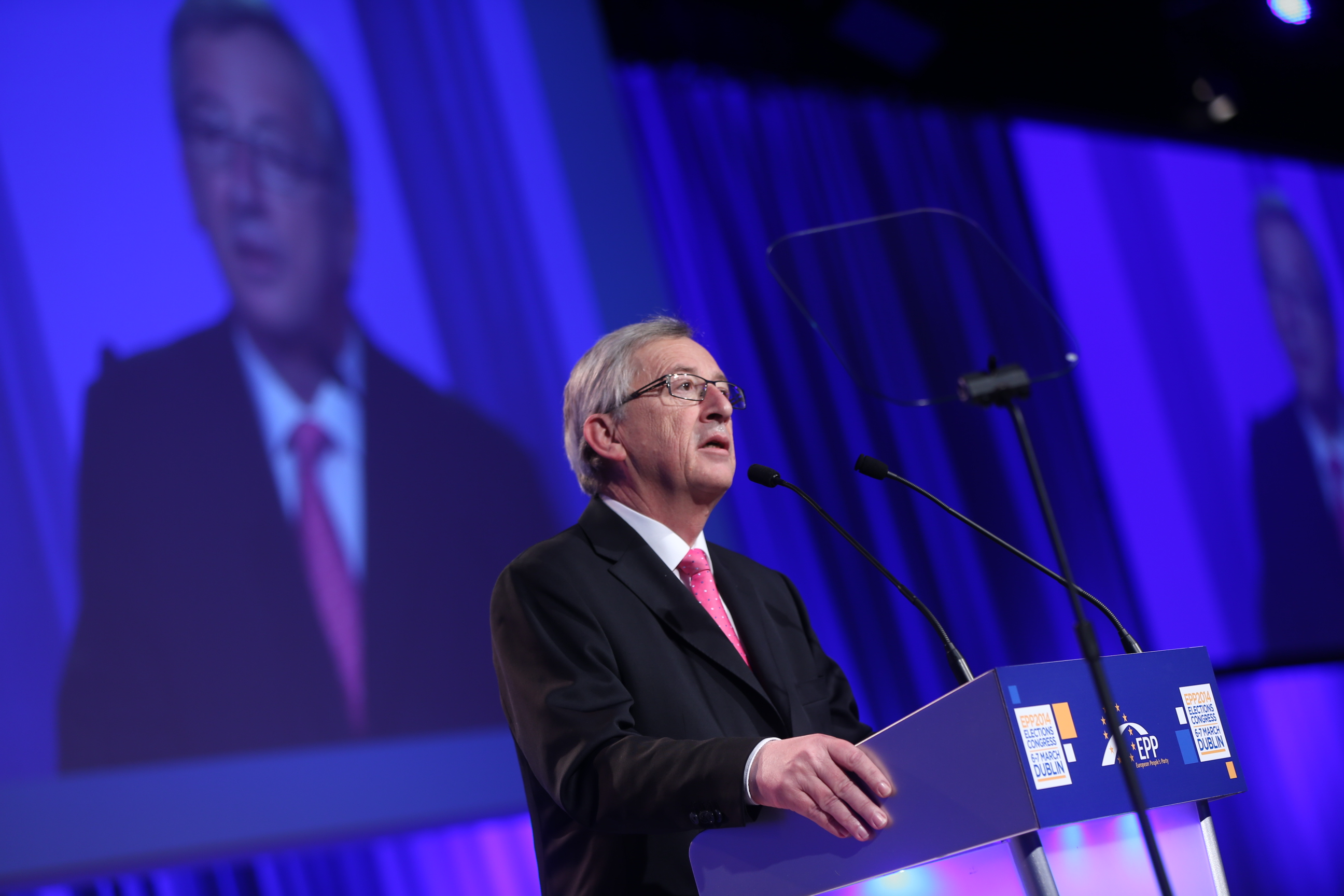
Jean-Claude Juncker al Congrés del Partit Popular Europeu en 2014.

Amb les bases acordades a Bucarest, el Partit Popular Europeu va afrontar les eleccions de 2014 amb el luxemburguès Jean-Claude Juncker com a candidat a la presidència de la Comissió Europea i aconseguint 212 diputats i un grup parlamentari de 221 escons, enfront dels 184 del Partit Socialista Europeu i els 191 del Grup de l'Aliança Progressista de Socialistes i Demòcrates. Després de les eleccions, populars, socialistes i liberals van arribar a un acord amb el qual Juncker va aconseguir ser elegit com a president de la Comissió i el PPE va aconseguir una gran quota de poder amb la presidència del Parlament Europeu els dos últims anys i mig de legislatura, així com altres 6 membres de la taula, i 13 comissaris de la Comissió Juncker, aquests després d'acord del Consell Europeu.

### Crisi del Fidesz de Viktor Orbán

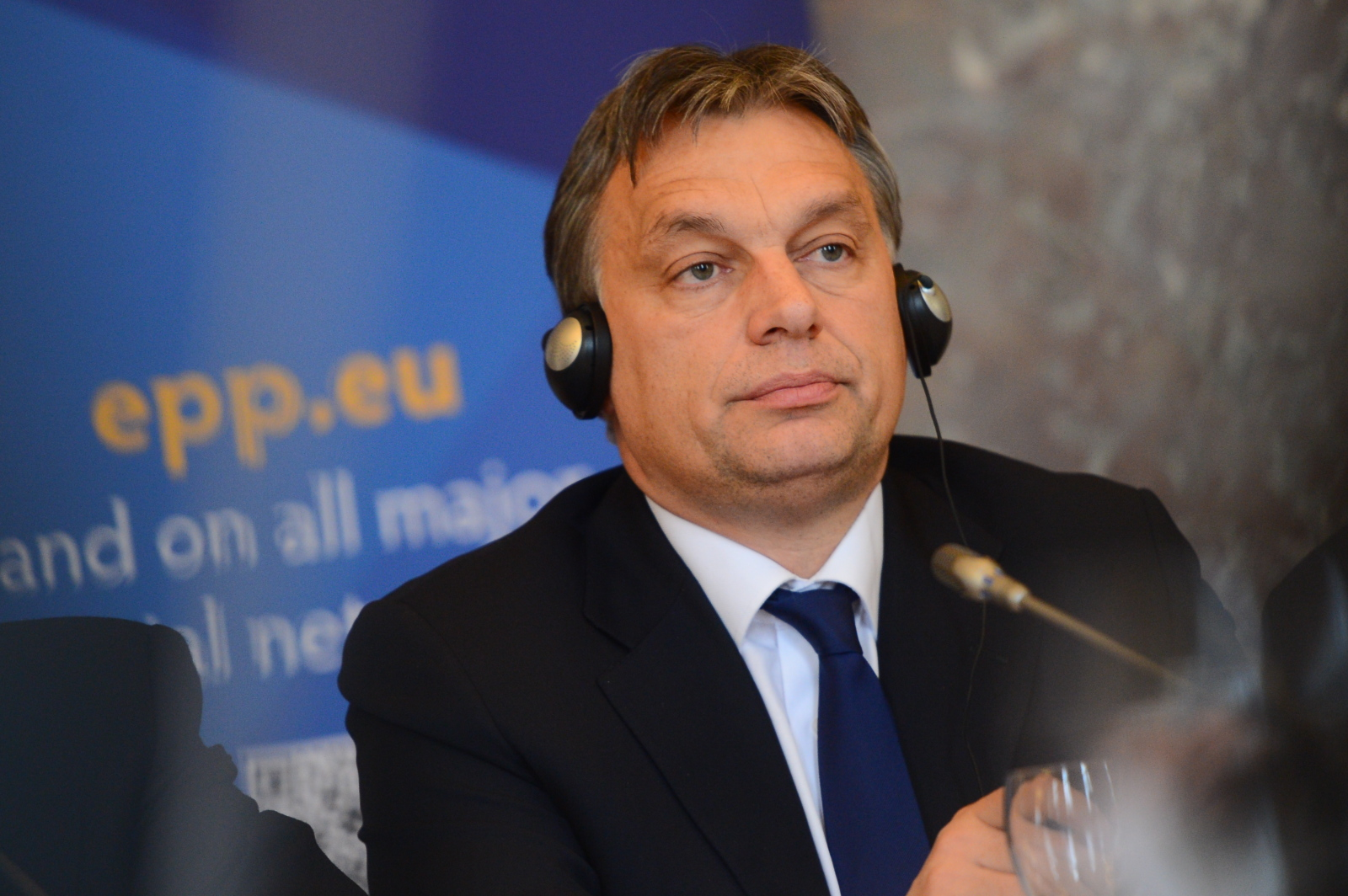
Viktor Orban a una cimera del PPE el desembre de 2012.

La disputa sobre la deriva autoritària del líder hongarès de Fidesz, Viktor Orbán, va produir una fractura en el Partit Popular Europeu en vespres de les eleccions al Parlament Europeu de 2019. D'una banda, el PPE s'ha mostrat poc inclinat durant anys a abordar les crítiques contra l'incompliment de les regles de l'Estat de Dret del Fidesz, expressades per part del Parlament Europeu, i per l'altre costat el president de la Comissió Europea en aquell moment, Jean-Claude Juncker, un prominent membre del PPE, va afirmar "que el seu lloc [el del Fidesz] no es troba en el si del Grup del Partit Popular Europeu". Les campanyes d'Orbán contra el multimilionari George Soros i Jean-Claude Juncker van produir àmplies ressonàncies a Europa qüestionant l'esforç del Partit Popular Europeu per a promocionar al seu candidat Manfred Weber com a pròxim president de la Comissió a la tardor 2019.
Després d'anys de posposar una discussió interna sobre la deriva autoritària de Fidesz, el PPE es va veure obligat a enfrontar-se al problema a dos mesos de les eleccions europees, ja que 13 partits membres van sol·licitar l'exclusió de Fidesz a causa dels seus atacs contra Jean-Claude Juncker. Així 190 dels 193 delegats van decidir el 20 de març de 2019 aplicar-li una suspensió parcial al Fidesz. Això li va privar "fins a un altre avís" de vot i assistència a les reunions del Partit Popular Europeu, però continuà sent membre del PPE i es quedà en el Grup del Partit Popular Europeu del Parlament Europeu, no complint la seva amenaça d'abandonar el PPE en cas de sanció.
El darrer capítol de la disputa es va donar a inicis de 2021, quan el Grup del Partit Popular Europeu va començar una reforma reglamentària interna que permetia suspendre o excloure a les delegacions nacionals que no respectessin els valors del grup, un canvi enfocat a poder expulsar al Fidesz, que va ser aprovada el 3 de març de 2021 i que va suposar la sortida voluntària del partit de Viktor Orbán abans de la seva expulsió, malgrat que el partit hongarès va oferir una cooperació des de fora del mateix partit. Això va accelerar també la sortida del Fidesz del Partit Popular Europeu, que mantenia la seva suspensió, i que es va formalitzar el 18 de març del mateix any.

### Etapa post Fidesz i Angela Merkel
El juny de 2022 el Partit Popular Europeu va celebrar el seu primer Congrés després de la sortida del Fidesz i d'Angela Merkel del poder a Alemanya, on van escollir al president del Grup del Partit Popular Europeu i eurodiputat alemany Manfred Weber, com a president del partit. Amb la vista posada en les eleccions al Parlament Europeu de 2024, el partit es va conjurar per aconseguir nous escons en tots els estats membres de la Unió Europea i recuperar la confiança dels votants per tornar a ser el partit polític més fort de la unió, que estava sota mínims amb el control del govern de 7 dels 27 països de la Unió Europea, i va tornar a designar l'alemanya Ursula von der Leyen com a candidata a presidir la Comissió Europea.

## Líders històrics
Des de la seva fundació, el Partit Popular Europeu ha tingut set presidents i sis secretaris generals:
| President | President        | Període   | Partit polític                               |
| --------- | ---------------- | --------- | -------------------------------------------- |
|           | Leo Tindemans    | 1976-1985 | Cristià Democràtic i Flamenc ( Bèlgica)      |
|           | Piet Bukman      | 1985-1987 | Crida Demòcrata Cristiana ( Països Baixos)   |
|           | Jacques Santer   | 1987-1990 | Partit Popular Social Cristià ( Luxemburg)   |
|           | Wilfried Martens | 1990-2013 | Cristià Democràtic i Flamenc ( Bèlgica)      |
|           | Joseph Daul      | 2013-2019 | Els Republicans ( França)                    |
|           | Donald Tusk      | 2019-2022 | Plataforma Cívica ( Polònia)                 |
|           | Manfred Weber    | 2022-     | Unió Social Cristiana de Baviera ( Alemanya) |

| Secretari General | Secretari General     | Període   | Partit polític                              |
| ----------------- | --------------------- | --------- | ------------------------------------------- |
|                   | Jean Seitlinger       | 1976-1983 | Unió per a la Democràcia Francesa ( França) |
|                   | Thomas Jansen         | 1983-1994 | Unió Demòcrata Cristiana ( Alemanya)        |
|                   | Klaus Welle           | 1994-1999 | Unió Demòcrata Cristiana ( Alemanya)        |
|                   | Alejandro Agag        | 1999-2002 | Partit Popular ( Espanya)                   |
|                   | Antonio López-Istúriz | 2002-2022 | Partit Popular ( Espanya)                   |
|                   | Thanasis Bakolas      | 2022-     | Nova Democràcia ( Grècia)                   |

## Prioritats polítiques
El Partit Popular Europeu marca les seves línies polítiques en els Congressos de la formació. Durant el XX Congrés celebrat en 2012 a Bucarest, el partit va actualitzar el seu programa base, després de vint anys de la redacció de l'anterior en el Congrés d'Atenes de 1992, i va aprovar un manifest polític en el qual es van sintetitzar els seus principals valors i prioritats polítiques. A més, com a part de la campanya cap a les eleccions europees de 2019, a la ciutat irlandesa de Zagreb, el partit va aprovar l'últim manifest electoral.

### Manifest

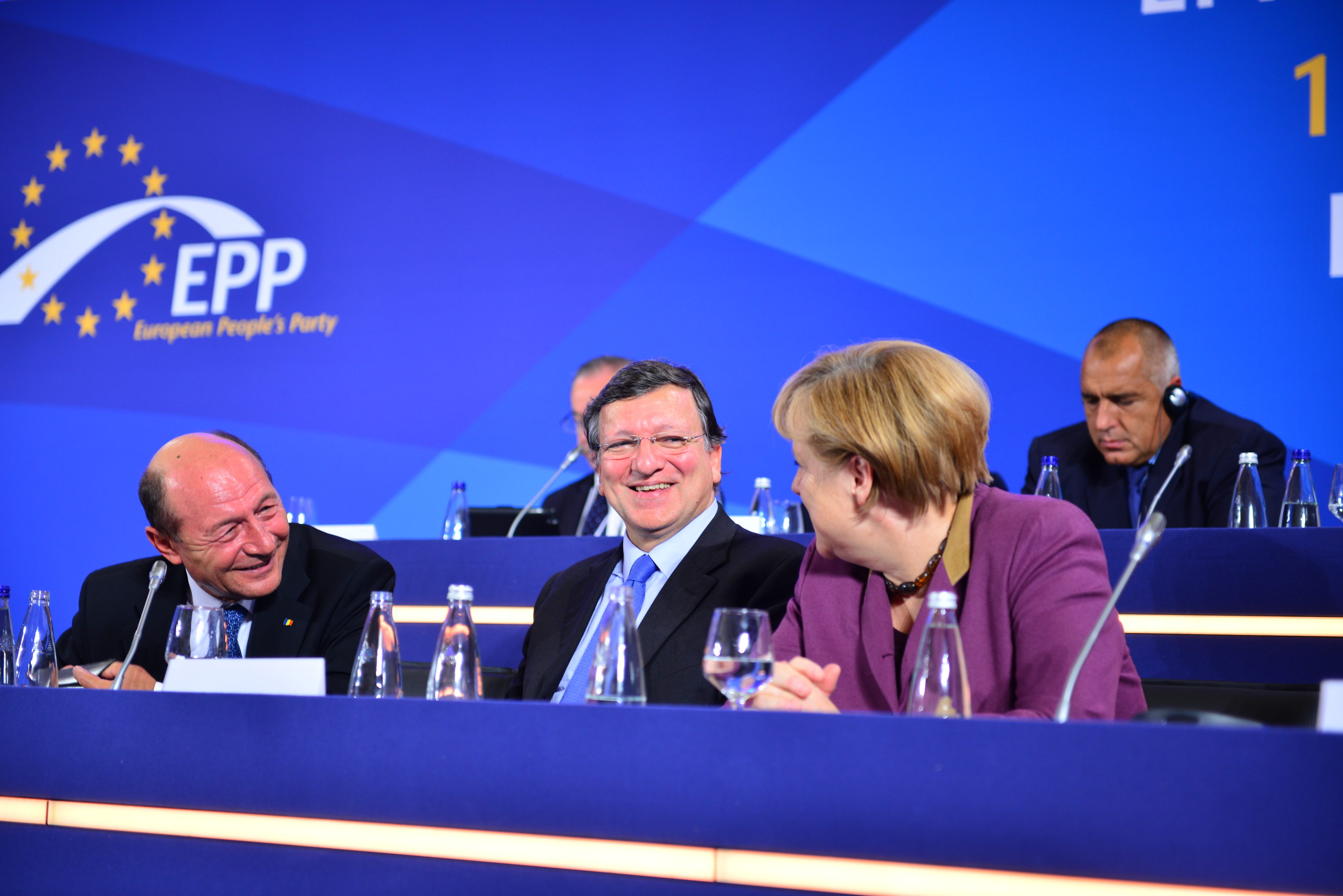
Imatge del XX Congrés del Partit Popular Europeu celebrat en 2012 a Bucarest.

Entre els principals valors del Partit Popular Europeu, el manifest destaca:
- La llibertat com a dret humà fonamental, unida a la responsabilitat.
- El respecte a les tradicions i a l'associacionisme.
- La solidaritat per a ajudar els més necessitats, els qui al seu torn han d'esforçar-se a millorar la seva situació dins de les seves capacitats.
- L'assegurament d'unes finances públiques consolidades.
- La preservació del medi ambient.
- La subsidiarietat.
- La democràcia pluralista i l'economia social de mercat.

### Programa base
En les prioritats del programa base del Partit Popular Europeu s'esmenten:
- Una unió política europea.
- L'elecció directa del president de la Comissió Europea.
- La realització del mercat únic.
- La promoció de la família i el millorament de l'educació i la salut.
- L'enfortiment de l'una política comuna d'immigració i asil i la integració dels immigrants.
- La continuació de l'expansió de la Unió Europea, el desenvolupament de l'Associació Oriental i d'un marc de relació especial amb els països que no poden o no desitgen adherir-se a la unió.
- La definició d'una política energètica comuna.
- L'enfortiment dels partits polítics europeus.

### Manifest electoral

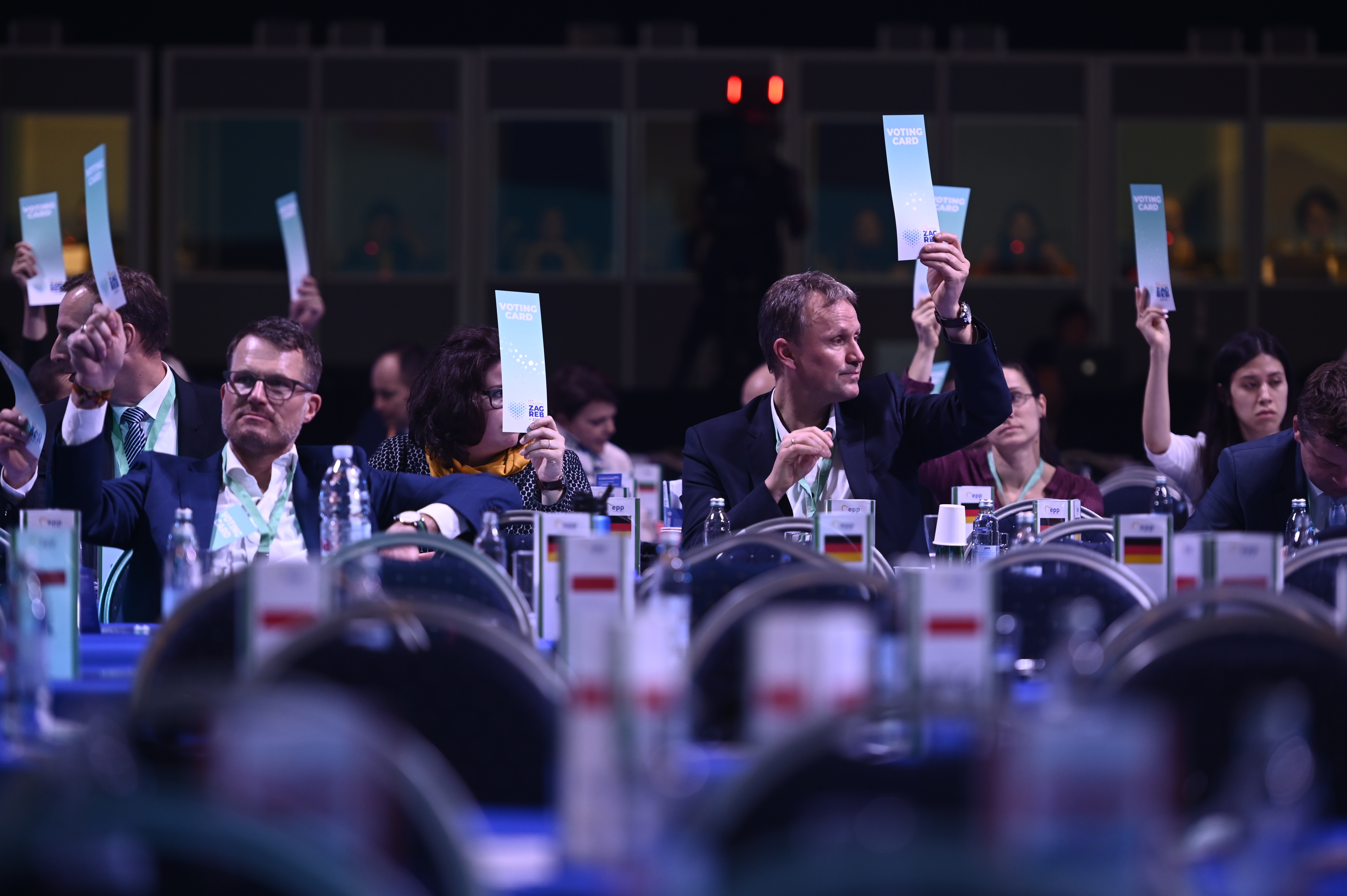
Imatge del Congrés del Partit Popular Europeu celebrat en 2019 a Zagreb.

Finalment, del manifest electoral del partit per a les eleccions al Parlament Europeu de 2019, es destaca:
- Defensa del model i valors socials europeus i protecció de la democràcia en un món globalitzat.
- Reducció de la burocràcia i impostos més justos.
- Protegim la nostra democràcia i els valors europeus.
- Augment de la despesa militar i major control de la immigració il·legal.
- Defensa de la responsabilitat d'Europa en el món.
- Lluita contra el terrorisme i la delinqüència organitzada.
- Lluita contra el canvi climàtic.
- Defensa del model familiar tradicional.
- Reforçar l'euro i reformar els mercats financers europeus.
- Augment del nivell de vida en cada regió
- Noves oportunitats per als joves.
- Defensa dels agricultors que conreen aliments saludables.
- Obertura al potencial de la intel·ligència artificial i la robòtica.
- Augment de les inversions en innovació.

## Governança
El PPE opera com una associació internacional sense ànim de lucre segons la llei belga. Els estatuts del Partit Popular Europeu (Statuts du Parti Populaire Européen) es van adoptar originàriament el 29 d'abril de 1976.
L'organització interna del Partit Popular Europeu es compon de tres estaments estatutaris, la Presidència, l'Assemblea Política i els Congressos, i de tres no reglamentats, que són les Cimeres, les Reunions ministerials i els Grups de Treball.

### Presidència

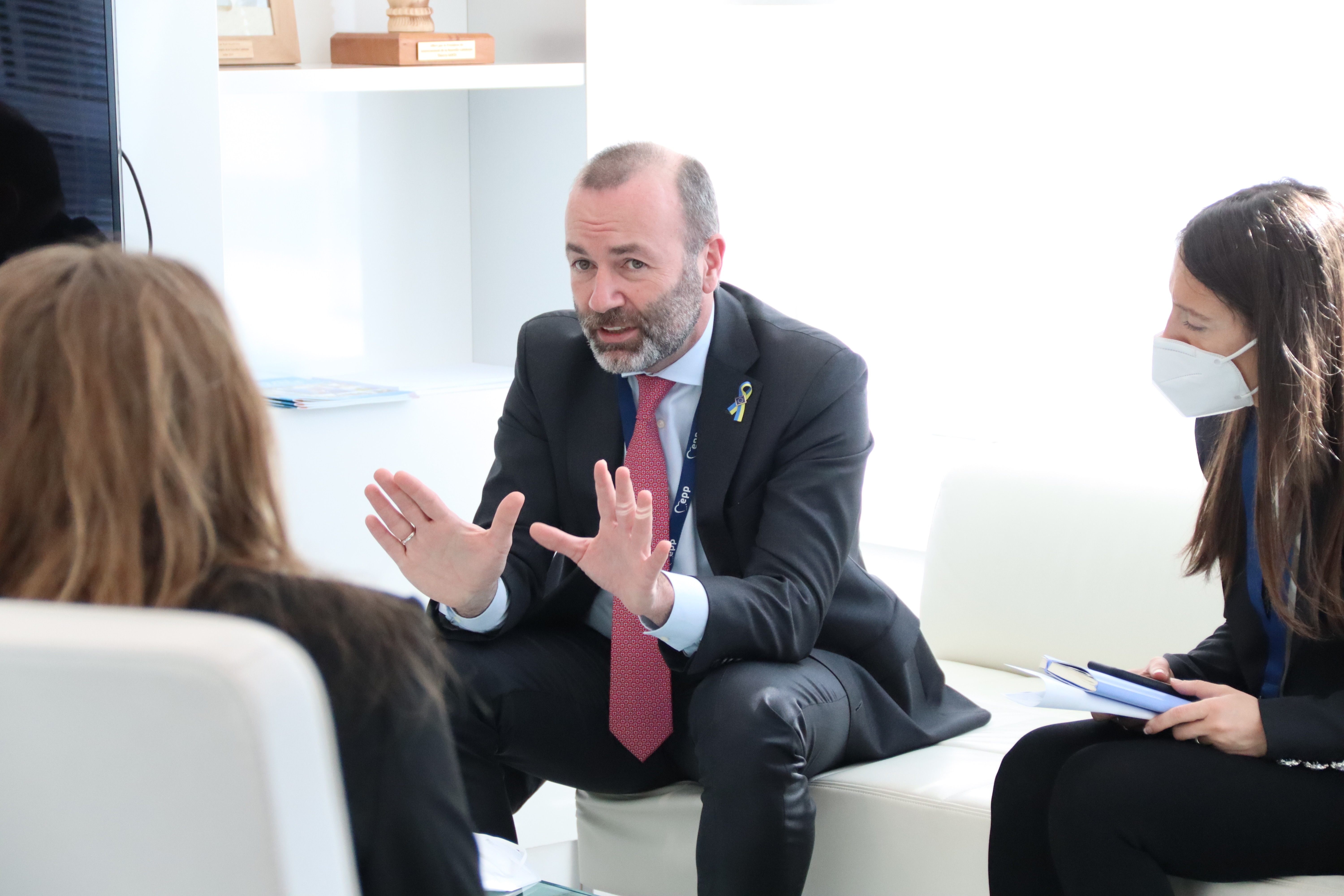
Manfred Weber, president de Partit Popular Europeu.

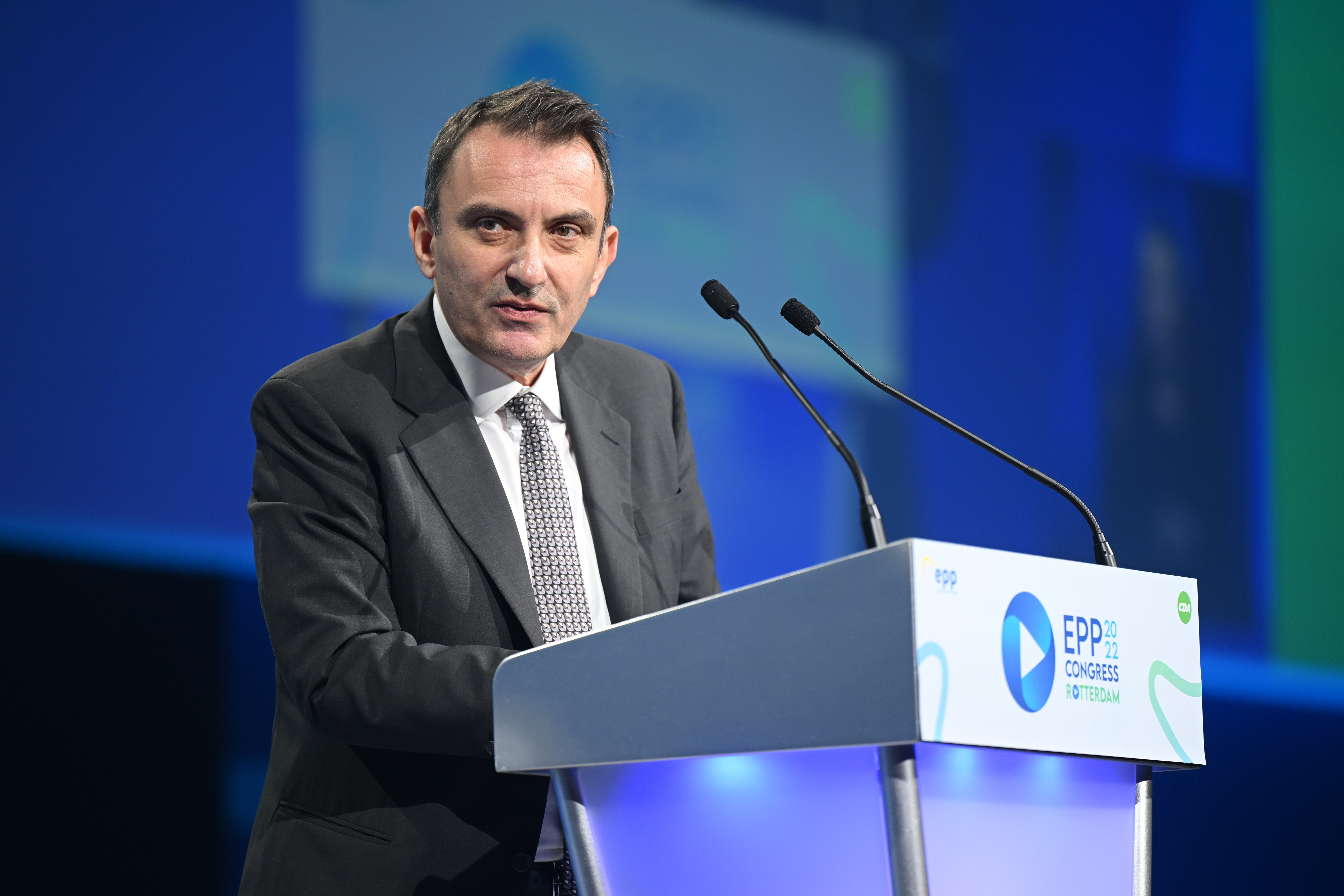
Thanasis Bakolas, secretari general del Partit Popular Europeu.

La Presidència és l'òrgan executiu del partit. Decideix sobre les orientacions polítiques generals del PPE i presideix la seva Assemblea Política. La Presidència està composta pel president, deu vicepresidents, els presidents honoraris, el secretari general i el tresorer. El president del Grup del Partit Popular Europeu en el Parlament Europeu, els presidents de la Comissió Europea, el Parlament Europeu i el Consell Europeu, i l'Alt Representant (si són membres d'un partit del PPE) són tots vicepresidents ex officio.
Des de juny de 2022, la presidència del Partit Popular Europeu (ordenada segons els vots rebuts al Congrés del PPE celebrat a Rotterdam) és la següent:
- Manfred Weber - President (president del Grup del Partit Popular Europeu i eurodiputat per Alemanya).
- Thanasis Bakolas - Secretari general (conseller principal del Primer Ministre grec).
- Mariya Gabriel - Vicepresidenta (comissària de la UE per Bulgària).
- Esther de Lange - Vicepresidenta (eurodiputada per Països Baixos).
- Johannes Hahn - Vicepresident (comissari de la UE per Àustria).
- Siegfried Mureșan - Vicepresident (eurodiputat per Romania).
- Dubravka Šuica - Vicepresidenta (comissària de la UE per Croàcia).
- Petteri Orpo - Vicepresident (líder del partit finlandès Kokoomus).
- David McAllister - Vicepresident (antic ministre-president de Baixa Saxònia i eurodiputat per Alemanya).
- Andrzej Halicki - Vicepresident (eurodiputat per Polònia).
- Antonio Tajani - Vicepresident (expresident del Parlament Europeu i eurodiputat per Itàlia).
- Esteban Gonzalez Pons - Vicepresident (eurodiputat per Espanya).
- Paulo Rangel - Tresorer (eurodiputat per Portugal).
- Ursula von der Leyen - Vicepresidenta ex officio (presidenta de la Comissió Europea).
- Roberta Metsola - Vicepresidenta ex officio (vicepresidenta del Parlament Europeu).
- Olgierd Geblewicz - Vicepresident ex offico (president del Grup del Partit Popular Europeu en el Comitè de les Regions).
- Sauli Niinistö - President honorari (president de Finlàndia).

### Assemblea política

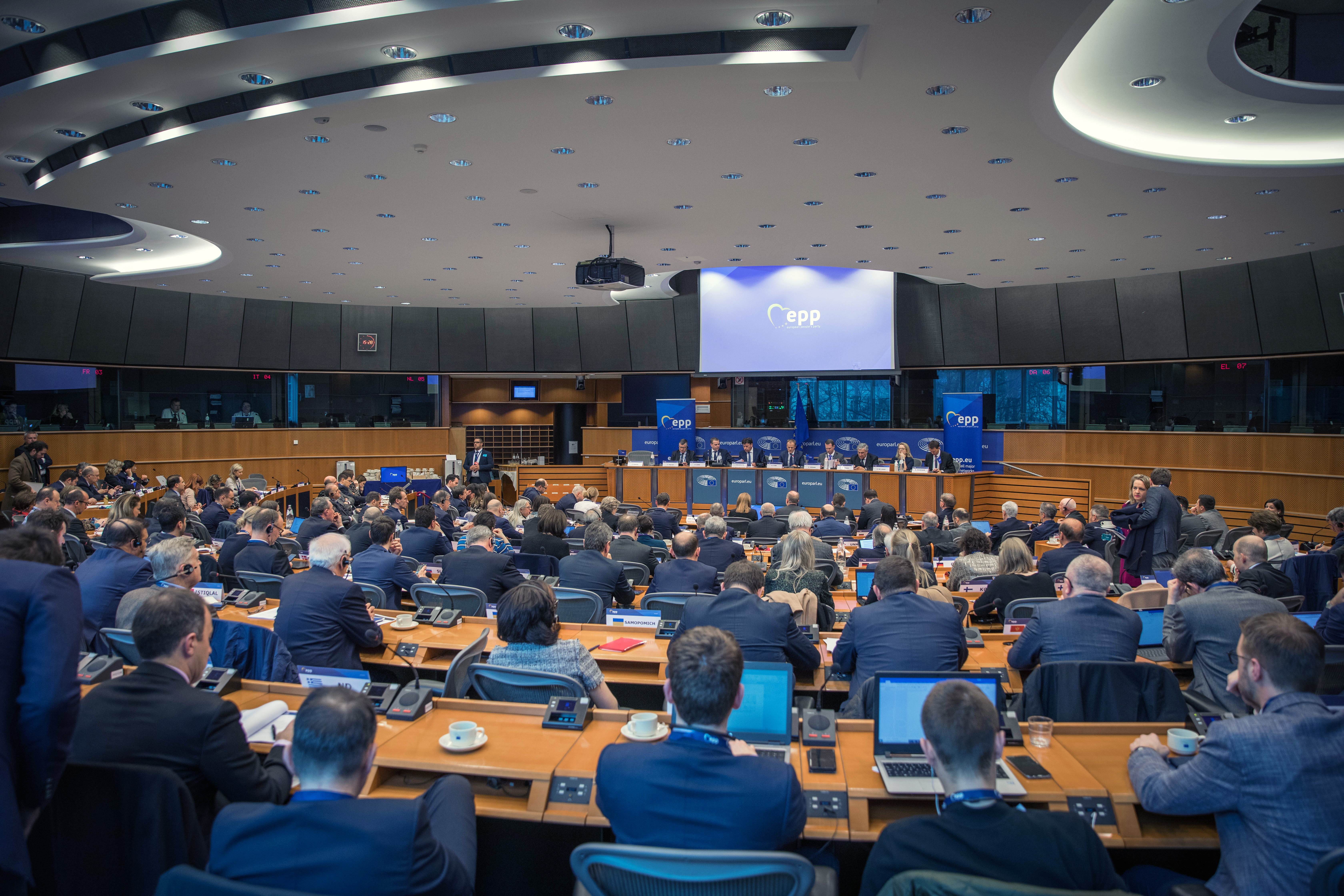
Assemblea política de febrer de 2020 del Partit Popular Europeu.

L'Assemblea Política defineix les posicions polítiques del Partit Popular Europeu entre els Congressos i decideix sobre les sol·licituds d'adhesió, les directrius polítiques i el pressupost. L'espai es reuneix almenys tres vegades a l'any.
Formen part de l'Assemblea Política:
- Els membres de la presidència del partit, inclosos els vicepresidents ex officio.
- Els membres de la presidència del Grup del Partit Popular Europeu.
- Els presidents dels partits membre i associats, així com de les associacions membre (o representant en el seu nom).
- Els presidents de les delegacions nacionals del Grup Polític en el Parlament Europeu.
- Els presidents dels grups del PPE en el Comitè de les Regions i en altres assemblees parlamentàries.

### Congrés

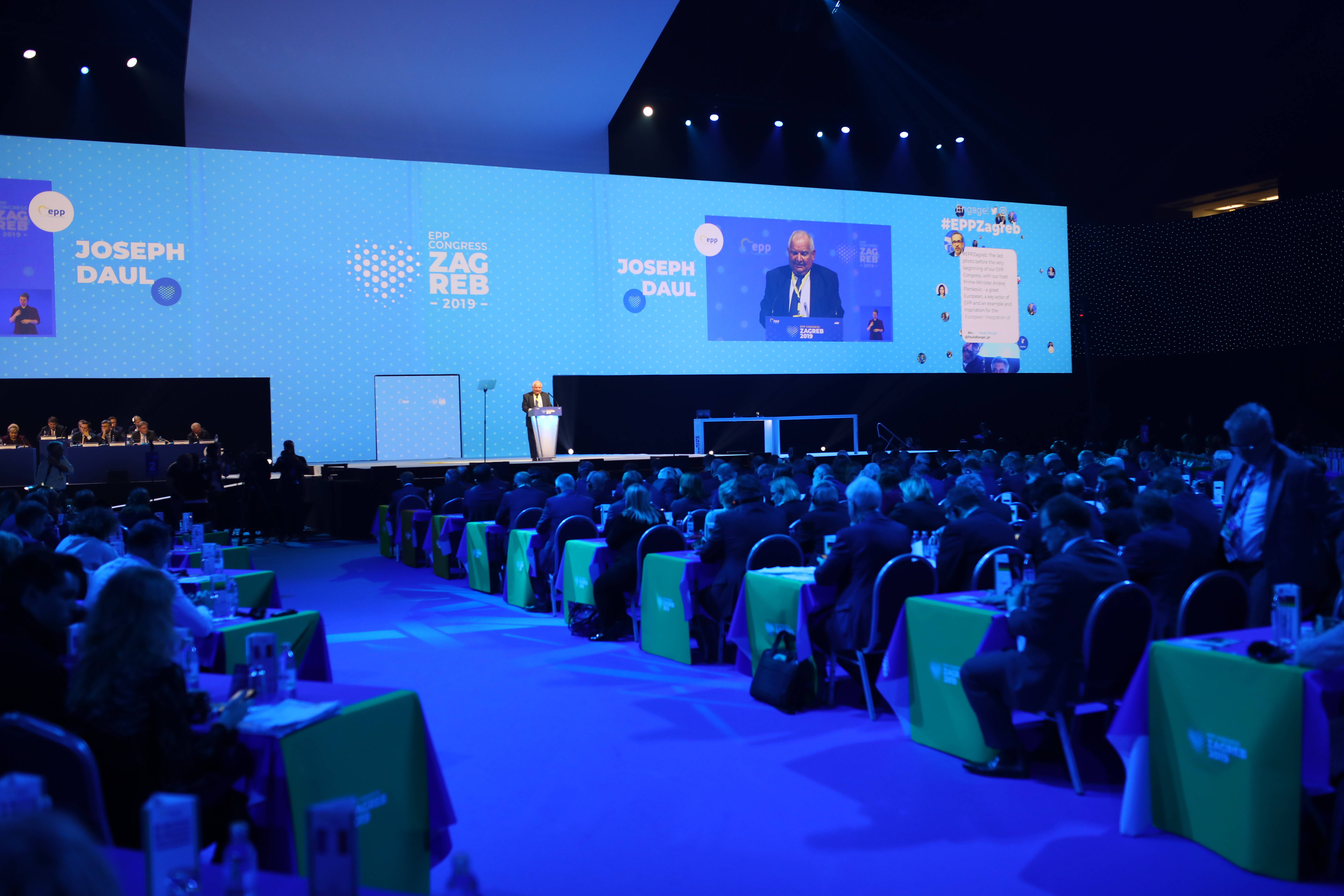
Congrés de 2019 del Partit Popular Europeu a Zagreb.

El Congrés és l'òrgan de decisió més alt del Partit Popular Europeu. Es compon de delegats dels partits membres, associacions del PPE, diputats del Grup del Partit Popular Europeu, la Presidència del PPE, caps de partit i de govern nacionals i Comissaris europeus que pertanyen a un partit membre, amb el nombre de delegats ponderats d'acord amb la participació del partits dins del grup parlamentari, i delegats individuals elegits pels partits membres d'acord amb les normes dels partits membres.
D'acord amb els estatuts del Partit Popular Europeu, el Congrés ha de reunir-se una vegada cada tres anys, però també es reuneix normalment durant els anys d'eleccions al Parlament Europeu (cada cinc anys), i també s'han convocat Congressos extraordinaris. El Congrés elegeix la Presidència del PPE cada tres anys, decideix sobre els principals documents polítics i programes electorals, i proporciona una plataforma per als caps de govern i líders dels partits.

### Cimeres

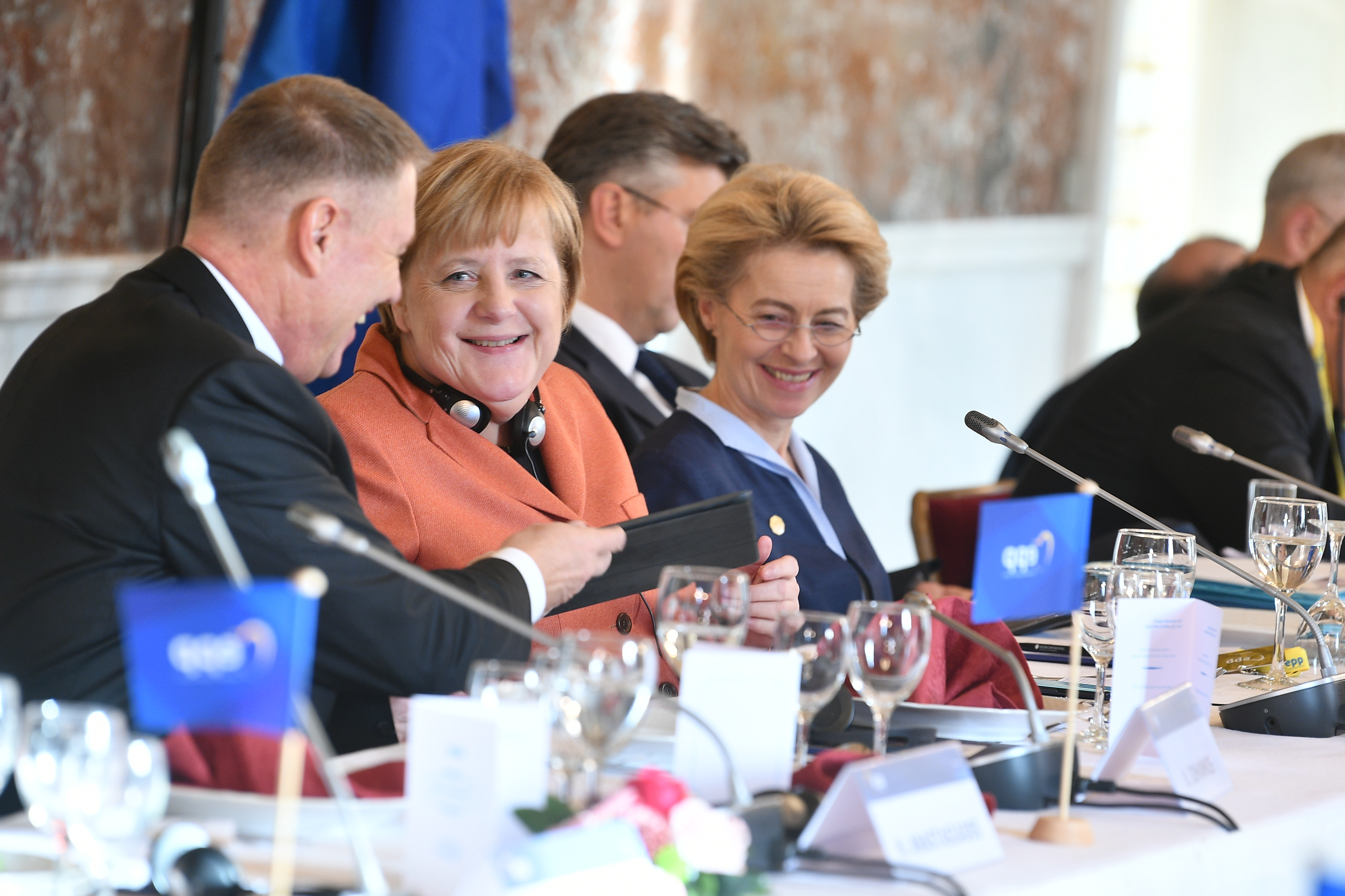
Cimera celebrada a Brussel·les el 12 de desembre de 2019.

Des de 1980, de manera prèvia a les reunions del Consell Europeu, els membres de més alt rang d'un govern pertanyent a un partit del Partit Popular Europeu (inclosos viceprimer ministres en governs de coalició) i el líder del major partit a la oposició pertanyent al PPE, es reuneixen a fi d'examinar l'ordre del dia i coordinar les posicions en els diferents temes a tractar.
A més, assisteixen a les reunions la presidència del partit, els càrrecs més rellevants del Partit Popular Europeu en les institucions, com són el president de la Comissió Europea o del Consell Europeu, i líders de partits membre de països no comunitaris.

### Reunions ministerials
Des de 2007, el Partit Popular Europeu organitza de manera regular, reunions ministerials abans de les reunions del Consell de la Unió Europea. Aquestes reunions tenen els mateixos objectius del cim: l'anàlisi de l'ordre del dia i la coordinació de posicions a tractar.
Aquestes reunions, a les quals acudeix un representant de cada país membre en la branca a debatre, generalment un ministre o un secretari d'Estat, així com membres especialitzats del Grup del Partit Popular Europeu, es divideixen en 10 àrees de treball configurades de la següent manera: afers exteriors, defensa, assumptes generals, assumptes econòmics i financers, interior, justícia, agricultura, energia, salut i comerç.

### Grups de Treball
Els grups de treball, si bé no estan en els estatuts del partit, són la columna vertebral de la labor política de Partit Popular Europeu. En ells, els representants dels partits membre poden desenvolupar les posicions estratègiques comunes sobre determinats aspectes polítics i presentar recomanacions per a aprovar en l'Assemblea Política.
Aquests grups també tenen mandats específics de treball per a la preparació de cimeres i congressos del PPE, i són els responsables de l'organització de conferències, taules rodones o altres esdeveniments que siguin interessants per a l'organització.

## Institucions europees
El PPE és el principal partit de la Unió Europea (UE), amb 166 diputats en el Parlament Europeu, tots ells presents en el Grup del Partit Popular Europeu, el qual compta amb 178 membres en total. A més compta amb 10 membres de la Comissió Europea, inclosa la presidenta Ursula von der Leyen, i 11 en el Consell Europeu, on és el principal partit.

### Consell Europeu
El Partit Popular Europeu té onze caps d'Estat o de Govern, dels 27 que assisteixen a les cimeres del Consell Europeu, a més de la presidenta de la Comissió Europea, sense dret a vot.
| Estat     | Representant          | Càrrec           | Partit polític                                  | Data d'entrada         |  |
| --------- | --------------------- | ---------------- | ----------------------------------------------- | ---------------------- |  |
| Àustria   | Karl Nehammer         | Canceller        | Partit Popular d'Àustria                        | 6 de desembre de 2021  |  |
| Croàcia   | Andrej Plenković      | Primer ministre  | Unió Democràtica Croata                         | 19 d'octubre de 2016   |  |
| Finlàndia | Petteri Orpo          | Primer ministre  | Partit de la Coalició Nacional                  | 20 de juny de 2023     |  |
| Grècia    | Kiriakos Mitsotakis   | Primer ministre  | Nova Democràcia                                 | 8 de juliol de 2019    |  |
| Irlanda   | Leo Varadkar          | Primer ministre  | Fine Gael                                       | 17 de desembre de 2022 |  |
| Letònia   | Evika Siliņa          | Primera ministra | Unitat                                          | 15 de setembre de 2023 |  |
| Luxemburg | Luc Frieden           | Primer ministre  | Partit Popular Social Cristià                   | 17 de novembre de 2023 |  |
| Polònia   | Donald Tusk           | Primer ministre  | Plataforma Cívica                               | 13 de desembre de 2023 |  |
| Romania   | Klaus Iohannis        | President        | Partit Nacional Liberal                         | 21 de desembre de 2014 |  |
| Suècia    | Ulf Kristersson       | Primer ministre  | Partit Moderat                                  | 18 d'octubre de 2022   |  |
| Xipre     | Níkos Christodoulídis | President        | Independent (Suport de Reagrupament Democràtic) | 28 de febrer de 2023   |  |

### Comissió Europea
Després de la victòria del Partit Popular Europeu a les eleccions al Parlament Europeu de 2019, l'alemanya Ursula von der Leyen va ser nominada pel partit com a presidenta de la Comissió. Va ser recolzada pel Consell Europeu i triada per majoria absoluta en el Parlament Europeu. L'1 de desembre de 2019 la Comissió von der Leyen va assumir oficialment el càrrec i incloïa a 10 titulars del PPE de 27 comissaris europeus.
| Estat    | Comissionat          | Càrrec                                                                               | Partit polític                                      |  |
| -------- | -------------------- | ------------------------------------------------------------------------------------ | --------------------------------------------------- |  |
| Alemanya | Ursula von der Leyen | Presidenta de la Comissió Europea                                                    | Unió Demòcrata Cristiana d'Alemanya                 |  |
| Letònia  | Valdis Dombrovskis   | Vicepresident executiu Una economia al servei de les persones                        | Unitat                                              |  |
| Croàcia  | Dubravka Šuica       | Vicepresidenta Democràcia i Demografia                                               | Unió Democràtica Croata                             |  |
| Grècia   | Margaritis Skhinàs   | Vicepresident Protecció de l'estil de vida europeu Promoció del Mode de Vida Europeu | Nova Democràcia                                     |  |
| Àustria  | Johannes Hahn        | Pressupost i Administració                                                           | Partit Popular d'Àustria                            |  |
| Irlanda  | Mairead McGuinness   | Serveis Financers, Estabilitat Financera i Unió dels Mercats de Capitals             | Nova Democràcia                                     |  |
| Bulgària | Iliana Ivanova       | Innovació, Recerca, Cultura, Educació i Joventut                                     | Ciutadans pel Desenvolupament Europeu de Bulgària   |  |
| Xipre    | Stella Kyriakides    | Salut i Seguretat Alimentària                                                        | Reagrupament Democràtic                             |  |
| Romania  | Adina-Ioana Vălean   | Transports                                                                           | Partit Nacional Liberal                             |  |
| Hongria  | Olivér Várhelyi      | Veïnatge i Ampliació                                                                 | Independent (forma part a títol individual del PPE) |  |

### Parlament Europeu

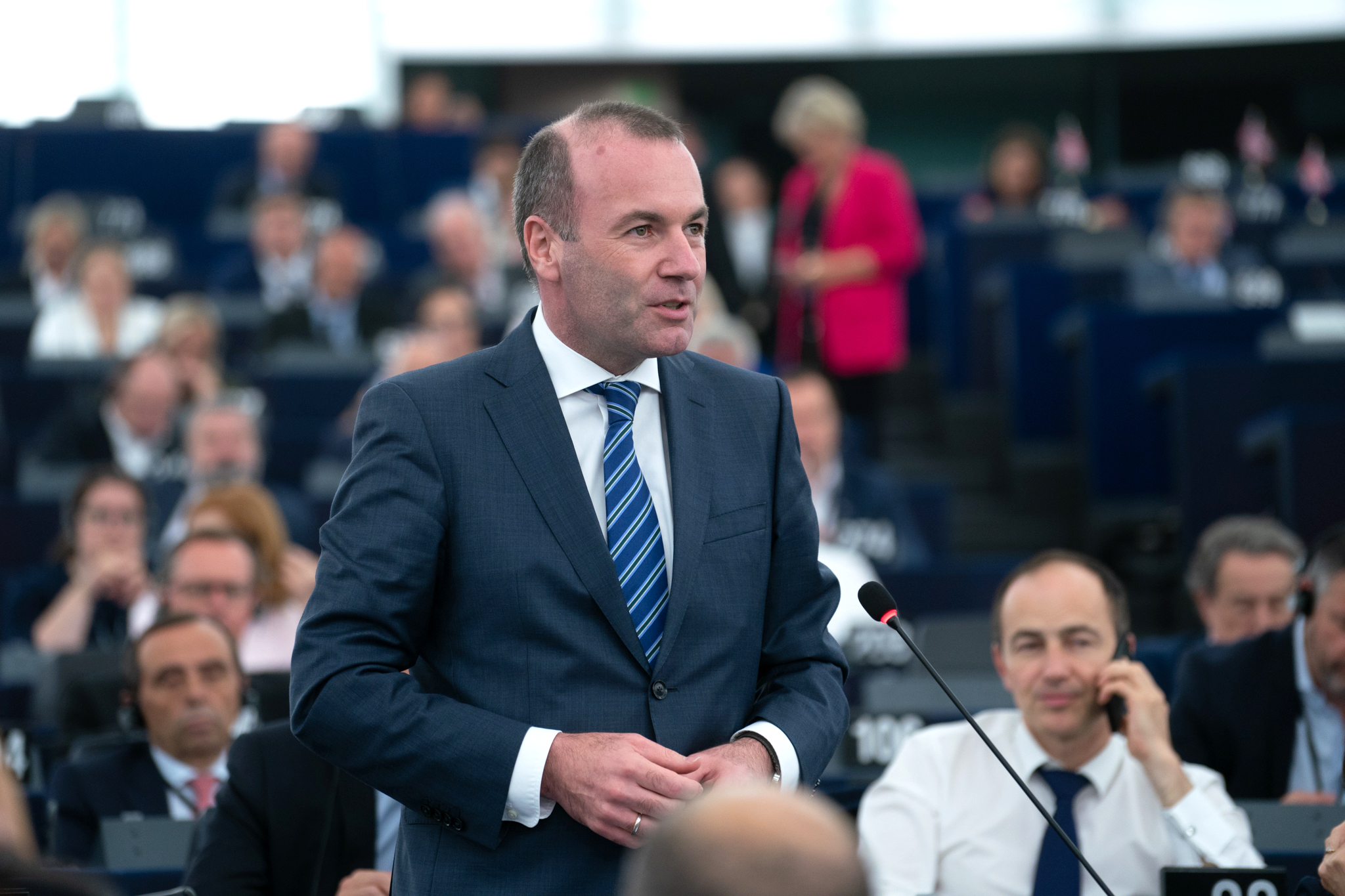
Manfred Weber, president del Grup del Partit Popular Europeu.

El PPE té el grup més gran del Parlament Europeu: el Grup del Partit Popular Europeu. Tots els eurodiputats triats en llistes de partits membre del Partit Popular Europeu estan obligats a unir-se al grup del Parlament Europeu. El Grup està presidit pel diputat alemany Manfred Weber des de l'any 2014.

### Comitè Europeu de les Regions
El Partit Popular Europeu també té grup polític a l'Assemblea Parlamentària del Comitè de les Regions, sent el major grup de la cambra, que inclouen presidents de governs regionals, alcaldes i membres de consells municipals dels 27 estats membre. El Grup PPE té com a portaveu al polac Olgierd Geblewicz, president de Pomerània, i controla també la presidència del comitè amb el grec Apostolos Tzitzikostas.

## Més enllà de la Unió Europea
El Partit Popular Europeu té nombroses presidències més enllà de la Unió Europea, especialment amb els seus partits membres associats, col·laboradors i observadors, i presència en altres cambres com el Consell d'Europa, l'Organització per a la Seguretat i la Cooperació a Europa o l'Assemblea Parlamentària de l'OTAN.

### Països de fora de la Unió Europea
El Partit Popular Europeu té membres associats, col·laboradors i observadors a 16 països de fora de la Unió Europea, tots del continent europeu o de l'àmbit d'influència mediterrani. En 3 d'aquests països tenen el control del Govern, a més de la presidència de Sèrbia.
| Estat    | Representant     | Càrrec          | Partit polític               | Data d'entrada         |  |
| -------- | ---------------- | --------------- | ---------------------------- | ---------------------- |  |
| Moldàvia | Maia Sandu       | Presidenta      | Partit d'Acció i Solidaritat | 24 de desembre de 2020 |  |
| Sèrbia   | Aleksandar Vučić | President       | Partit Progressista Serbi    | 31 de maig de 2017     |  |
| Sèrbia   | Ana Brnabić      | Primer Ministre | Partit Progressista Serbi    | 29 de juny de 2017     |  |
| Suïssa   | Viola Amherd     | Presidenta N    | El Centre                    | 1 de gener de 2024     |  |

### Consell d'Europa
El Grup del Partit Popular Europeu i dels Demòcrates Cristians a l'Assemblea Parlamentària del Consell d'Europa defensa la llibertat d'expressió i d'informació, així com la lliure circulació d'idees i la tolerància religiosa. Promou el principi de subsidiarietat i autonomia local, així com la defensa de les minories nacionals, socials i d'un altre tipus. El Grup PPE/DC, amb 168 membres, està dirigit per Stella Kyriakides, de Reagrupament Democràtic de Xipre.
El grup PPE/DC al Consell d'Europa també inclou membres de partits que no estan relacionats amb el mateix PPE, inclosos membres de la Unió Patriòtica (Liechtenstein), el Partit dels Ciutadans Progressistes (Liechtenstein), i la Unió Nacional i Democràtica (Mònaco).

### Organització per a la Seguretat i la Cooperació a Europa
El Grup del Partit Popular Europeu a l'Assemblea Parlamentària de l'Organització per a la Seguretat i la Cooperació a Europa (OSCE) és el grup polític més actiu d'aquest organisme. El Grup es reuneix regularment i promou les posicions del PPE. Els membres del Grup del PPE també participen en les missions de supervisió electoral de l'OSCE, està presidit per Walburga Habsburg Douglas (Suècia) i té com a vicepresidents a Consiglio Di Nino (Canadà), Vilija Aleknaitė Abramikiene (Lituània), Laura Allegrini (Itàlia) i George Tsereteli (Geòrgia).
El Grup també inclou membres de partits no relacionats amb el Partit Popular Europeu, que comparteixen objectius. Entre ells hi ha membres de la Unió Patriòtica (Liechtenstein), la Unió pel Principat (Mònaco), el Partit Conservador del Regne Unit, el Partit Conservador del Canadà i el Partit Republicà dels Estats Units.

### Organització del Tractat de l'Atlàntic Nord
El PPE també és present i actiu a l'Assemblea Parlamentària de l'Organització del Tractat de l'Atlàntic Nord (OTAN), i forma el Grup del Partit Popular Europeu i Membres Associats en aquest. Està dirigit pel polític alemany de la CDU Karl Lamers, que també és l'actual president de l'Assemblea. El Grup també incloïa membres del Partit Conservador del Canadà i el Partit Republicà dels Estats Units, però ara són membres del Grup Conservador.

### Relacions amb els Estats Units

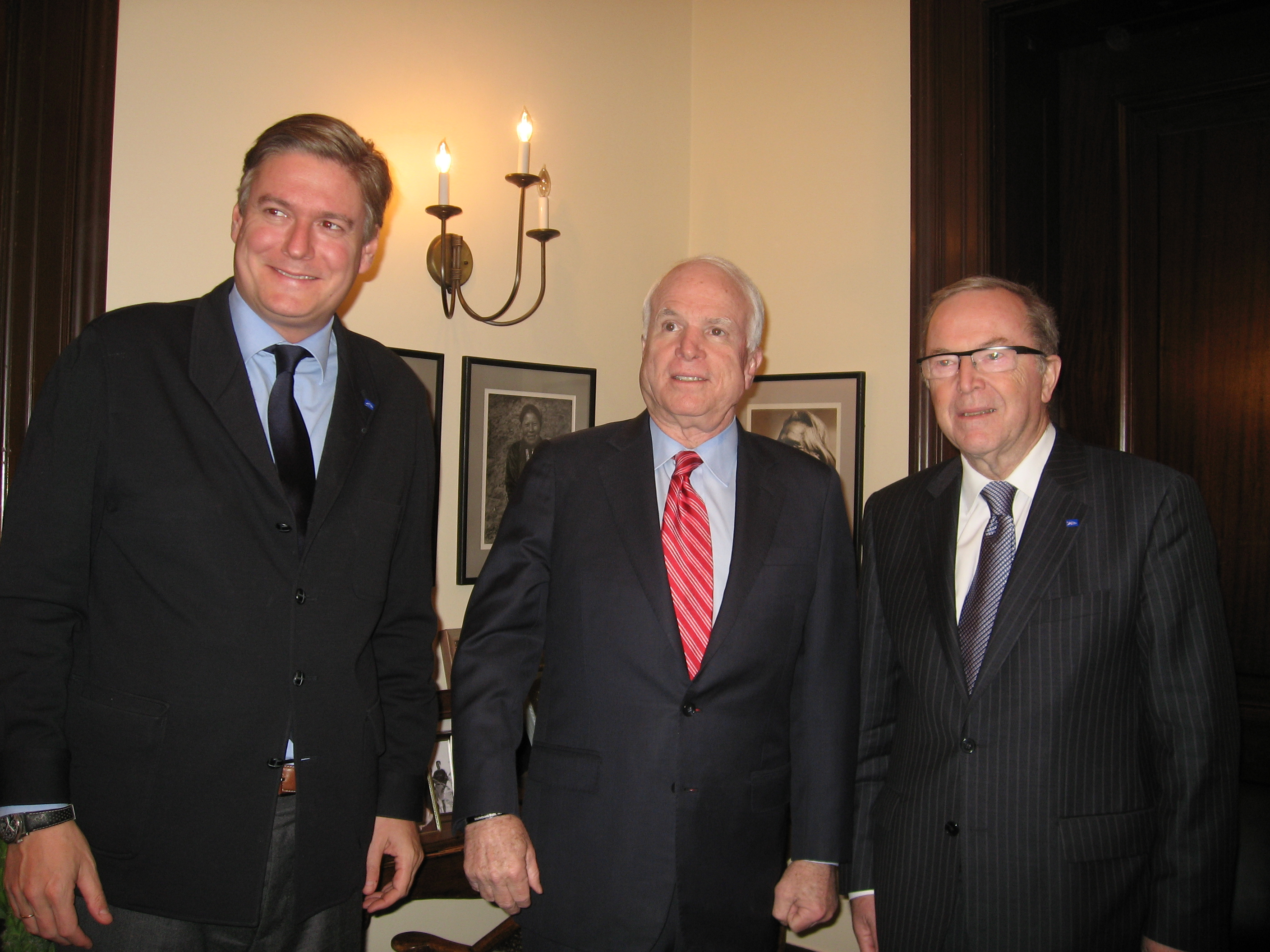
Antonio López-Isturiz i Wilfried Martens amb John McCain.

El Partit Popular Europeu té estretes relacions amb l'Institut Republicà Internacional (IRI), una organització finançada pel govern dels Estats Units especialment per promoure la democràcia i la democratització. El PPE i l'IRI cooperen en el marc de la Iniciativa d'Associació Europea.
El difunt president del PPE, Wilfried Martens, va donar suport al senador John McCain, el candidat republicà a president, en les eleccions presidencials de 2008. McCain també va ser president de l'IRI. En 2011 Martens i McCain van fer declaracions de premsa conjuntes expressant la seva preocupació per l'estat de la democràcia a Ucraïna.

### Associacions globals
El Partit Popular Europeu és també membre d'altres associacions internacionals de centredreta, com són la Unió Internacional Demòcrata (IDU) i la Internacional Demòcrata de Centre (IDC-CDI), on són l'ala europea de l'entitat.

## Fundacions
El Partit Popular Europeu, després de la revisió de la regulació de la Unió Europea sobre partits polítics, que va permetre la creació de fundacions vinculades als partits, té tres entitats finançades directament pel PPE.

### Centre d'Estudis Europeus Wilfried Martens
El Centre d'Estudis Europeus Wilfried Martens (que deu el seu nom al fundador del Partit Popular Europeu, el belga Wilfried Martens) neix en 2007 com a laboratori d'idees oficial del PPE, agrupant actualment més de 50 fundacions i centres d'estudi, entre elles la Fundació Hanns Seidel i la Fundació Konrad Adenauer d'Alemanya, la Fundació Concordia i Llibertat i la Fundació per a l'Anàlisi i els Estudis Socials d'Espanya, l'Institut per la Democràcia Konstantinos Karamanlis de Grècia, la Fundació Jarl Hjalmarson de Suècia o l'Acadèmia política del Partit Popular d'Àustria, entre d'altres.
Aquest centre té com a objectius «fer avançar el pensament de centredreta, la qual cosa contribueix a la formulació de polítiques nacionals i comunitàries, que serveixen com a marc per a les fundacions i acadèmies polítiques nacionals i estimular el debat públic sobre la Unió Europea». Les seves activitats es divideixen en diversos grups temàtics: «estructures de partit i institucions de la UE», «polítiques econòmiques i socials», «política exterior», «medi ambient i energia», «valors i religió» i «polítics i l'opinió pública europea».
El centre participa de l'elaboració dels documents electorals del Partit Popular Europeu, crea campanyes i accions com el «tellbarroso.eu» («Digues-li a Barroso»), fent costat a José Manuel Barroso per a la presidència de la Comissió en les eleccions de 2009, organitza seminaris i formacions polítiques sobre la Unió Europea, i produeix estudis de recerca i publicacions diverses vegades a l'any.

### Institut Robert Schuman
L'Institut Robert Schuman (abreujat d'Unió de l'Institut Robert Schuman per al Desenvolupament de la Democràcia a Europa central i oriental), liderat per l'eurodiputada Doris Pack, és la institució per a la formació del Partit Popular Europeu, amb seu a Budapest, Hongria. Va ser fundada en 1995 i la seva activitat principal comprèn la formació política i ciutadana, especialment als països de l'est i del sud-est europeu.

### Fundació Robert Schuman
La Fundació Robert Schuman (abreujat de Fundació Robert Schuman per a la cooperació entre els demòcrates cristians a Europa) és un grup de reflexió del Partit Popular Europeu que actua en favor de la construcció europea, sempre basada en els principis de Robert Schuman, un dels «Pares de la Unió Europea». També ha creat un sistema de pràctiques en el Parlament Europeu per a joves del centre i est d'Europa, així com d'Amèrica Llatina o Rússia.

## Membres
Els estatuts del Partit Popular Europeu defineix que el nombre de membres és il·limitat, però no pot ser inferior a dos, i els agrupa en quatre categories amb dret a vot (partit membre ordinari, associació membre i membre individual) i tres sense dret a vot (partit membre associat, partit membre col·laborador i partit membre observador).

### Membres ordinaris
Segons els estatuts del Partit Popular Europeu, es pot concedir la figura de membre ordinari a qualsevol partit demòcrata cristià o d'ideologia similar, amb seu a la Unió Europea i que subscrigui el programa polític i el codi de conducta del PPE.
Actualment, els membres ordinaris són els següents:
| Estat         | Nom (català)                                      | Nom (llengua del país)                                                                  | abr.       | Eurodiputats |
| ------------- | ------------------------------------------------- | --------------------------------------------------------------------------------------- | ---------- | ------------ |
| Alemanya      | Unió Demòcrata Cristiana d'Alemanya               | Christlich Demokratische Union Deutschlands                                             | CDU        | 23 / 96      |
| Alemanya      | Unió Social Cristiana de Baviera                  | Christlich-Soziale Union in Bayern                                                      | CSU        | 6 / 96       |
| Àustria       | Partit Popular d'Àustria                          | Österreichische Volkspartei                                                             | ÖVP        | 7 / 19       |
| Bèlgica       | Cristià Democràtic i Flamenc                      | Christen-Democratisch en Vlaams                                                         | CD&V       | 2 / 21       |
| Bèlgica       | Els Compromesos                                   | Les Engagés                                                                             | LE         | 1 / 21       |
| Bulgària      | Ciutadans pel Desenvolupament Europeu de Bulgària | Граждани за европейско развитие на България Gràjdani za Evropeisko Razvítie na Balgària | GERB       | 5 / 17       |
| Bulgària      | Demòcrates per una Bulgària Forta                 | Демократи за силна България Demokrati za Silna Bălgarija                                | BD         | 1 / 17       |
| Bulgària      | Moviment Bulgària pels Ciutadans                  | Движение „България на гражданите“ Dvizhenie „Bulgariya na grazhdanite“                  | BCM        | 0 / 17       |
| Bulgària      | Unió de Forces Democràtiques                      | Съюз на демократичните сили Săjuz na Demokratičnite Sili                                | UDF        | 1 / 17       |
| Croàcia       | Partit Democristià Croat                          | Hrvatska Demokršćanska Stranka                                                          | HDS        | 0 / 12       |
| Croàcia       | Unió Democràtica Croata                           | Hrvatska Demokratska Zajednica                                                          | HDZ        | 4 / 12       |
| Dinamarca     | Partit Popular Conservador                        | Det Konservative Folkeparti                                                             | DKF        | 1 / 14       |
| Dinamarca     | Demòcrata Cristians                               | KristenDemokraterne                                                                     | KD         | 0 / 14       |
| Eslovàquia    | Aliança                                           | Aliancia-Szövetség                                                                      | Ali        | 0 / 14       |
| Eslovàquia    | Demòcrates                                        | Demokrati                                                                               |            | 0 / 14       |
| Eslovàquia    | Eslovàquia                                        | Slovensko                                                                               |            | 1 / 14       |
| Eslovàquia    | Moviment Democràtic Cristià                       | Kresťanskodemokratické Hnutie                                                           | KDH        | 2 / 14       |
| Eslovènia     | Nova Eslovènia                                    | Nova Slovenija                                                                          | NSi        | 1 / 8        |
| Eslovènia     | Partit Democràtic Eslovè                          | Slovenska Demokratska Stranka                                                           | SDS        | 3 / 8        |
| Eslovènia     | Partit Popular Eslovè                             | Slovenska Ljudska Stranka                                                               | SLS        | 3 / 8        |
| Espanya       | Partit Popular                                    | Partido Popular                                                                         | PP         | 13 / 59      |
| Estònia       | Unió Pro Pàtria i Res Pública                     | Erakond Isamaa ja Res Publica Liit                                                      | IRL        | 1 / 7        |
| Finlàndia     | Demòcrata-Cristians                               | Suomen Kristillisdemokraatit                                                            | SK         | 3 / 14       |
| Finlàndia     | Partit de la Coalició Nacional                    | Kansallinen Kokoomus                                                                    | KOK        | 0 / 14       |
| França        | Els Republicans                                   | Les Républicains                                                                        | LR         | 7 / 79       |
| Grècia        | Nova Democràcia                                   | Νέα Δημοκρατία Néa Dimokratía                                                           | ND         | 7 / 21       |
| Hongria       | Partit Popular Democristià                        | Kereszténydemokrata Néppárt                                                             | KDNP       | 1 / 21       |
| Irlanda       | Fine Gael                                         | Fine Gael                                                                               | FG         | 5 / 13       |
| Itàlia        | Alternativa Popular                               | Alternativa Popolare                                                                    | AP         | 0 / 76       |
| Itàlia        | Força Itàlia                                      | Forza Italia                                                                            | FI         | 10 / 76      |
| Itàlia        | Partit Autonomista Trentino Tirolès               | Partito Autonomista Trentino Tirolese                                                   | PATT       | 0 / 76       |
| Itàlia        | Partit Popular del Tirol del Sud                  | Südtiroler Volkspartei                                                                  | SVP        | 1 / 76       |
| Itàlia        | Populars per Itàlia                               | Popolari per l'Italia                                                                   | PpI        | 0 / 76       |
| Itàlia        | Unió dels Demòcrates Cristians i de Centre        | Unione dei Democratici Cristiani e Democratici di Centro                                | UDC        | 0 / 76       |
| Letònia       | Unitat                                            | Vienotība                                                                               | V          | 3 / 8        |
| Lituània      | Unió Patriòtica - Democristians Lituans           | Tėvynės Sąjunga - Lietuvos Krikščionys Demokratai                                       | TS-LKD     | 4 / 11       |
| Luxemburg     | Partit Popular Social Cristià                     | Chrëschtlech Sozial Vollekspartei                                                       | CSV        | 2 / 6        |
| Malta         | Partit Nacionalista                               | Partit Nazzjonalista                                                                    | PN         | 2 / 6        |
| Països Baixos | Crida Demòcrata Cristiana                         | Christen Democratisch Appèl                                                             | CDA        | 5 / 21       |
| Polònia       | Partit Popular Polonès                            | Polskie Stronnictwo Ludowe                                                              | PSL        | 2 / 52       |
| Polònia       | Plataforma Cívica                                 | Platforma Obywatelska                                                                   | PO         | 11 / 52      |
| Portugal      | Partido Socialdemòcrata                           | Partido Social Democrata                                                                | PSD        | 6 / 21       |
| Portugal      | Centre Democràtic Social / Partit Popular         | Centro Democrático Social / Partido Popular                                             | CDS/PP     | 1 / 21       |
| Romania       | Partit Nacional Liberal                           | Partidul Naţional Liberal                                                               | PNL        | 10 / 33      |
| Romania       | Partit del Moviment Popular                       | Partidul Mișcarea Populară                                                              | PMP        | 2 / 33       |
| Romania       | Unió Democràtica dels Hongaresos de Romania       | Uniunea Democrată a Maghiarilor din România Romániai Magyar Demokrata Szövetség         | RMDSZ/UDMR | 2 / 33       |
| Suècia        | Partit Moderat                                    | Moderaterna                                                                             | M          | 4 / 21       |
| Suècia        | Demòcrata-Cristians                               | Kristdemokraterna                                                                       | KD         | 1 / 21       |
| Txèquia       | TOP 09                                            | TOP 09                                                                                  | TOP 09     | 2 / 21       |
| Txèquia       | Unió Democristiana–Partit Popular Txecoslovac     | Křesťanská a Demokratická Unie-Československá Strana Lidová                             | KDU-ČSL    | 2 / 21       |
| Xipre         | Reagrupament Democràtic                           | Δημοκρατικός Συναγερμός Dimokratikós Sinayermós                                         | DISY       | 2 / 6        |

### Membres associats, col·laboradors i observadors
La figura de membre associat es pot atorgar a qualsevol partit demòcrata cristià o d'ideologia similar, d'estats en procés d'entrada a la Unió Europea o d'estats pertanyents a l'Associació Europea de Lliure Comerç i que subscrigui el programa polític i el codi de conducta del PPE. Aquests partits no poden participar de les decisions del PPE ni dels seus òrgans interns. Si l'Estat del partit es converteix en membre de la UE, el partit passa automàticament a ser membre ordinari.
L'estatus de col·laborador es concedeix a qualsevol partit polític fora de la Unió Europea, representat en una organització internacional com el Consell d'Europa, l'Organització del Tractat de l'Atlàntic Nord, l'Organització per a la Seguretat i la Cooperació a Europa i la Unió per la Mediterrània. La pertinença a la Internacional Demòcrata de Centre o a la Unió Demòcrata Internacional és un criteri positiu per la seva entrada.
Per acabar, la figura del partit observador es pot concedir a partits propers ideològicament al PPE d'estats membre de la Unió Europea, estats que hagin sol·licitat l'adhesió a la Unió, així com dels estats europeus que són membres del Consell d'Europa.
Actualment formen part d'aquestes figures de membres, els següents partits:
| Estat                | Nom (català)                                                              | Nom (llengua del país) | abr.        | Estat         |
| -------------------- | ------------------------------------------------------------------------- | --- | ----------- | ------------- |
| Albània              | Partit Democràtic d'Albània                                               | Partia Demokratike e Shqipërisë | PDSH        | Associat      |
| Armènia              | Partit Republicà d'Armènia                                                | Հայաստանի Հանրապետական Կուսակցութուն Hayastani Hanrapetakan Kusaktsutyun | HHK         | Observador    |
| Armènia              | Patrimoni                                                                 | Ժառանգություն Zharangutyun | HER         | Observador    |
| Belarús              | Democràcia Cristiana Belarussa                                            | Беларуская хрысьціянская дэмакратыя | BCD         | Observador    |
| Belarús              | Moviment per la Llibertat                                                 | | MFF         | Observador    |
| Belarús              | Partit Cívic Unit de Belarús                                              | Аб'яднаная грамадзянская партыя Беларусі | UCP         | Observador    |
| Bòsnia i Hercegovina | Partit d'Acció Democràtica                                                | Stranka Demokratske Akcije | SDA         | Associat      |
| Bòsnia i Hercegovina | Partit del Progrés Democràtic                                             | Партија демократског прогреса Partija Demokratskog Progresa | PDP         | Associat      |
| Bòsnia i Hercegovina | Unió Democràtica Croata de Bòsnia i Hercegovina                           | Hrvatska Demokratska Zajednica Bosne i Hercegovine | HDZ         | Associat      |
| Bòsnia i Hercegovina | Unió Democràtica Croata 1990                                              | Hrvatska Demokratska Zajednica 1990 | HDZ1990     | Observador    |
| Geòrgia              | Geòrgia Europea                                                           | ევროპული საქართველო Evropuli Sakartvelo | ES          | Observador    |
| Geòrgia              | Moviment Nacional Unit                                                    | ერთიანი ნაციონალური მოძრაობა Ertiani Nazionaluri Modsraoba | ENM         | Observador    |
| Islàndia             | Partit de la Independència                                                | Sjálfstæðisflokkurinn | xD          | Associat      |
| Kosovo               | Lliga Democràtica de Kosovo                                               | Lidhja Demokratike e Kosovës | LDK         | Observador    |
| Líban                | Forces Libaneses                                                          | القوات اللبنانية Al-Quwat Al-Lubnāniyya Forces libanaises |             | Col·laborador |
| Líban                | Falanges Libaneses                                                        | حزب الكتائب اللبنانية Ḥizb al-Katāʾib al-Lubnāniyya Phalanges libanaises |             | Col·laborador |
| Macedònia del Nord   | Organització Revolucionària Interior Macedònia - Moviment Nacional Búlgar | Внатрешна македонска револуционерна организација - Демократска партија за македонско национално единство Vnatrešna Makedonska Revolucionerna Organizacija - Demokratska Partija za Makedonsko Nacionalno Edinstvo | VMRO-DPMNE  | Associat      |
| Moldàvia             | Partit d'Acció i Solidaritat                                              | Partidul Acțiune Solidi Solidaritate | PAS         | Associat      |
| Moldàvia             | Partit Liberal Democràtic de Moldàvia                                     | Partidul Liberal Democrat din Moldova | PLDM        | Observador    |
| Moldàvia             | Partit Polític "Plataforma de la Dignitat i la Veritat"                   | Partidul Politic „Platforma Demnitate și Adevăr” | PPPDA       | Observador    |
| Montenegro           | Partit Bosnià                                                             | Бошњачка странка Bošnjačka stranka | BS          | Associat      |
| Marroc               | Concentració Nacional dels Independents                                   | التجمع الوطني للاحرار ⴰⴳⵔⴰⵡ ⴰⵏⴰⵎⵓⵔ ⵉ ⵢⵏⵙⵉⵎⴰⵏⵏ Rassemblement National des Indépendants | RNI         | Col·laborador |
| Marroc               | Partit de l'Istiqlal                                                      | حزب الإستقلال ⴰⴽⴰⴱⴰⵔ ⵏ ⵍⵉⵙⵜⵉⵇⵍⴰⵍ Parti de l'indépendance | Istiqlal    | Col·laborador |
| Noruega              | Partit Conservador de Noruega                                             | Høyre | H           | Associat      |
| Noruega              | Partit Democristià                                                        | Kristelig Folkeparti | KrF         | Observador    |
| San Marino           | Partit Demòcrata Cristià Sanmarinès                                       | Partito Democratico Cristiano Sammarinese | PDCS        | Observador    |
| Sèrbia               | Aliança d'Hongaresos de Voivodina                                         | Vajdasági Magyar Szövetség Савез војвођанских Мађара Savez vojvođanskih Mađara | CBM         | Associat      |
| Sèrbia               | Partit Progressista Serbi                                                 | Српска напредна странка Srpska napredna stranka | SNS         | Associat      |
| Suïssa               | El Centre                                                                 | Die Mitte Le Centre Alleanza del Centro Allianza dal Center | CVP/PDC/PPD | Associat      |
| Ucraïna              | Aliança Democràtica Ucraïnesa per a la Reforma                            | Український демократичний альянс за реформи Віталія Кличка Ukraiinski demokratitxni alians za reformi Vitàlia Klitxà                                                                                              | UDAR/УДАР   | Associat      |
| Ucraïna              | Unió Panucraïnesa "Pàtria"                                                | Всеукраїнське об'єднання "Батьківщина" Vseukrayins'ke obyednannia "Bat'kivshchyna" |             | Associat      |
| Ucraïna              | Unió Samopomich                                                           | Об'єднання «Самопоміч» Ob'yednannya «Samopomich» |             | Observador    |
| Ucraïna              | Solidaritat Europea                                                       | Європейська Солідарність Jevropejśka Solidarnist | ES          | Associat      |

### Associacions
Les associacions membre del Partit Popular Europeu són organitzacions específiques que s'enfoquen en assumptes puntuals i que moltes vegades organitzen, per si mateixes, seminaris, conferències i altres esdeveniments. Segons el Reglament Intern del partit, les associacions membre «hauran de deixar clarament palesa en la seva denominació el seu vincle amb el PPE» i «permetre l'ingrés de les associacions nacionals corresponents dels Partits Membres ordinaris i associats».
Actualment, aquesta condició s'ha concedit a les següents associacions:

#### Aliança LGBT+ del Centredreta Europeu
L'Aliança LGBT+ va ser la darrera associació en sumar-se al Partit Popular Europeu, malgrat que es va fundar el 2013, amb organitzacions LGBT de centredreta d'Alemanya i els països nòrdics, amb l'objectiu de promoure els drets del col·lectiu. Actualment, està formada per 11 entitats de 10 estats diferents, i està presidida pel noruec Helge Ytterøy L'orange de l'entitat Åpne Høyre.

#### Dones del Partit Popular Europeu

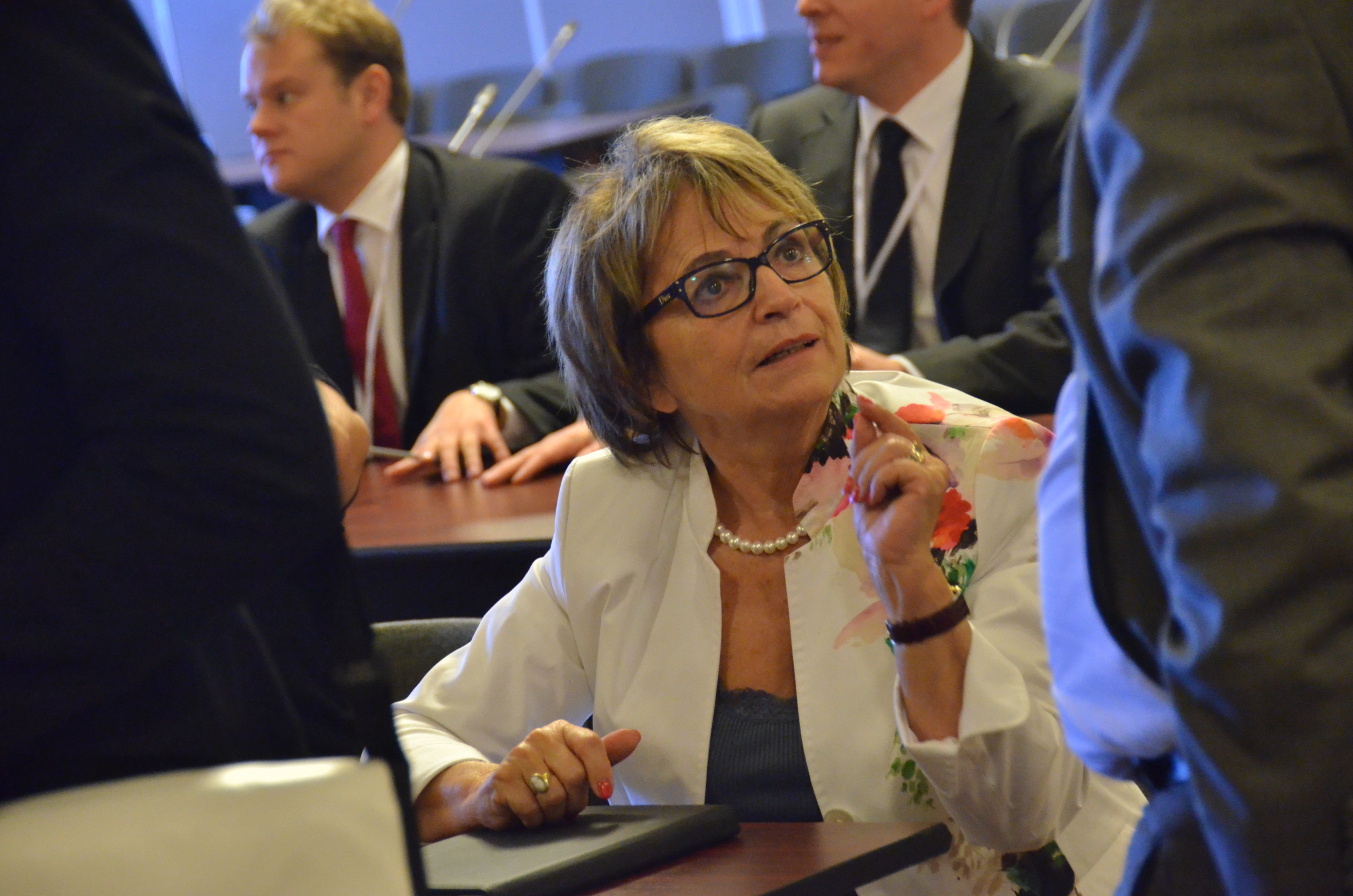
Doris Pack al congrés del Partit Popular Europeu de 2012.

L'associació Dones del Partit Popular Europeu (EPP Women per les seves sigles en anglès) és reconeguda pel PPE com la seva organització oficial de dones. Liderada per l'eurodiputada Doris Pack, i amb més de 50 organitzacions membre de tot Europa, es dedica a la promoció de la participació política de les dones i d'assumptes relacionats amb les dones.

#### Estudiants Demòcrates Europeus

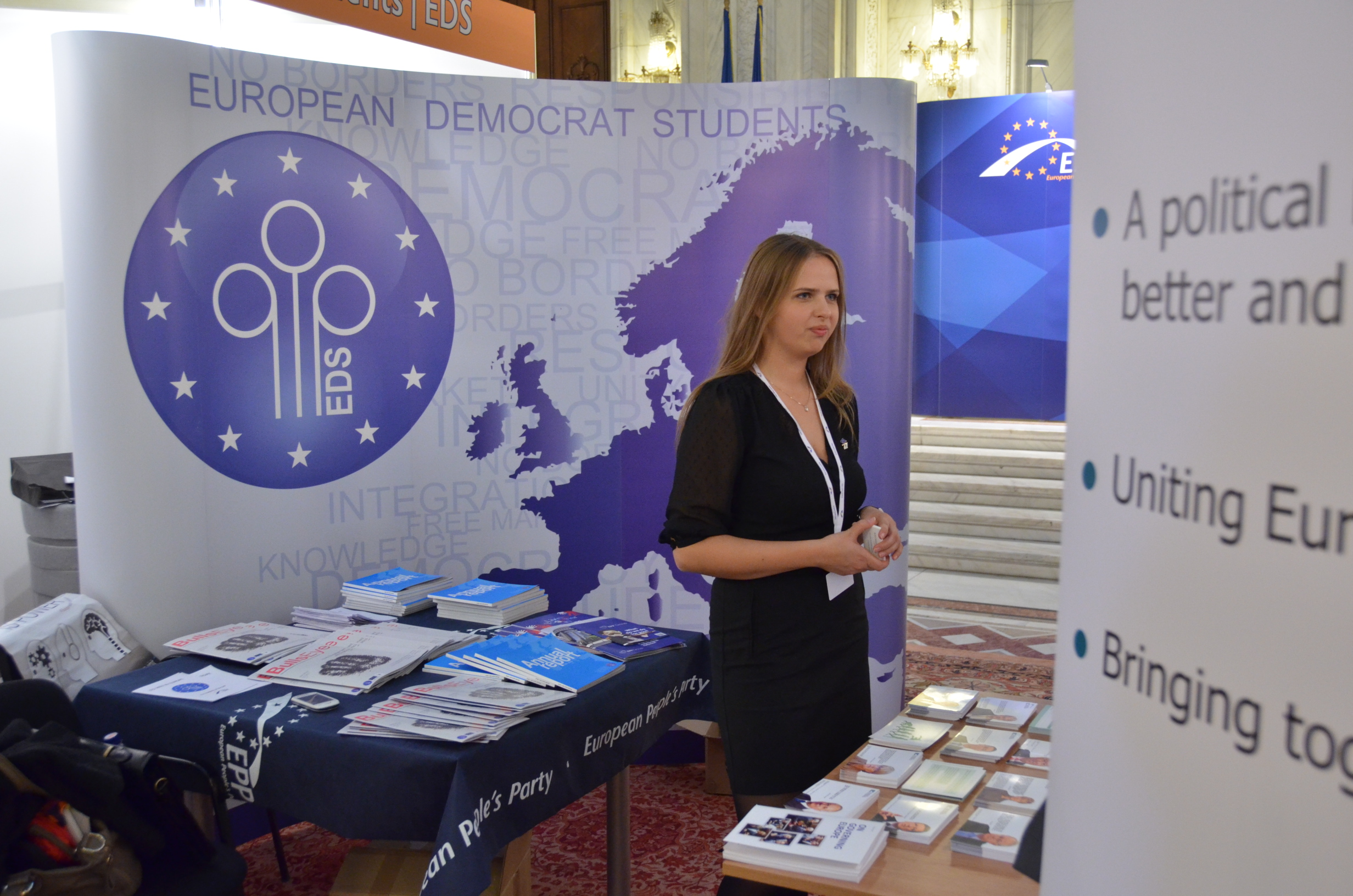
Estudiants Demòcrates Europeus en el XXI Congrés del Partit Popular Europeu a Bucarest.

L'associació Estudiants Demòcrates Europeus (EDS per les seves sigles en anglès), és l'organització estudiantil del partit. Des de la seva fundació en 1958, l'associació reuneix joves estudiants i líders polítics per a promoure intercanvis polítics proeuropeus, valors generals com la llibertat, la democràcia i els drets humans, i treballar en pro de l'educació, com és el cas del Procés de Bolonya.
L'entitat, liderada pel català Carlo Giacomo Angrisano, no és una organització centralitzada, sinó una "organització d'organitzacions" amb una estructura de xarxa l'objectiu de la qual és harmonitzar l'acció de tots els seus membres per a donar als estudiants una veu més forta. L'entitat compta amb 40 organitzacions membre, representant a més de 500.000 d'estudiants en més de 30 països.

#### Joventuts del Partit Popular Europeu

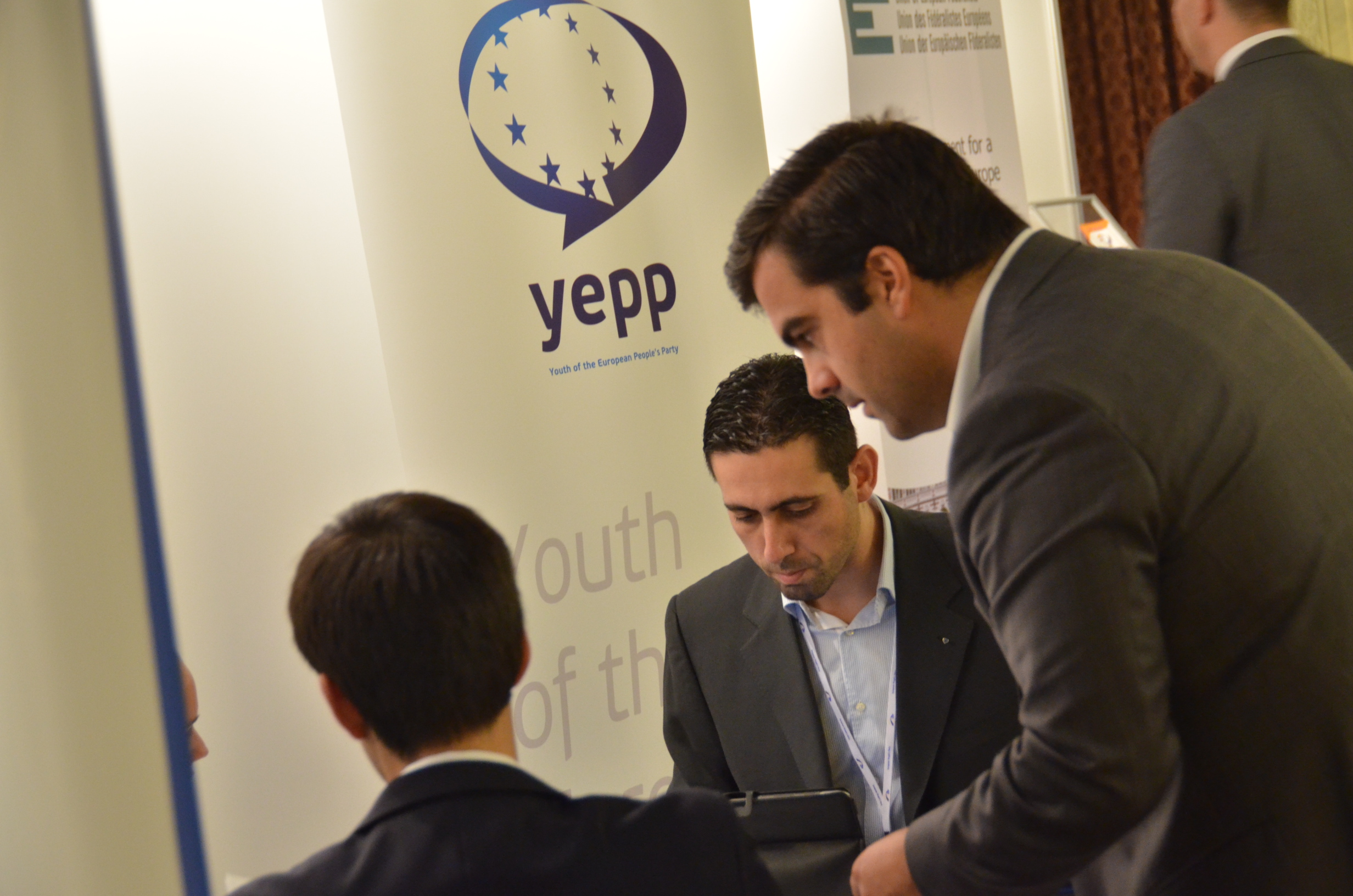
Les Joventuts del Partit Popular Europeu en el XXI Congrés del PPE a Bucarest.

Les Joventuts del Partit Popular Europeu (YEPP per les seves sigles en anglès) és l'organització oficial de joves del PPE i està liderada per la portuguesa Lídia Pereira. L'entitat, fundada en 1997 s'organitza segons els seus propis estatuts, i tria als seus propis representants, tan interns com en els diferents estaments del PPE.
Com la resta d'organitzacions del Partit Popular Europeu, els seus membres són organitzacions de joventut dels partits membre. Amb 59 organitzacions, el seu objectiu és donar als joves un mitjà per a influir en les seves societats amb idees democratacristianes i conservadores. Reuneix a entre un i dos milions de joves de més de 40 països d'Europa.

#### Pimes Europa

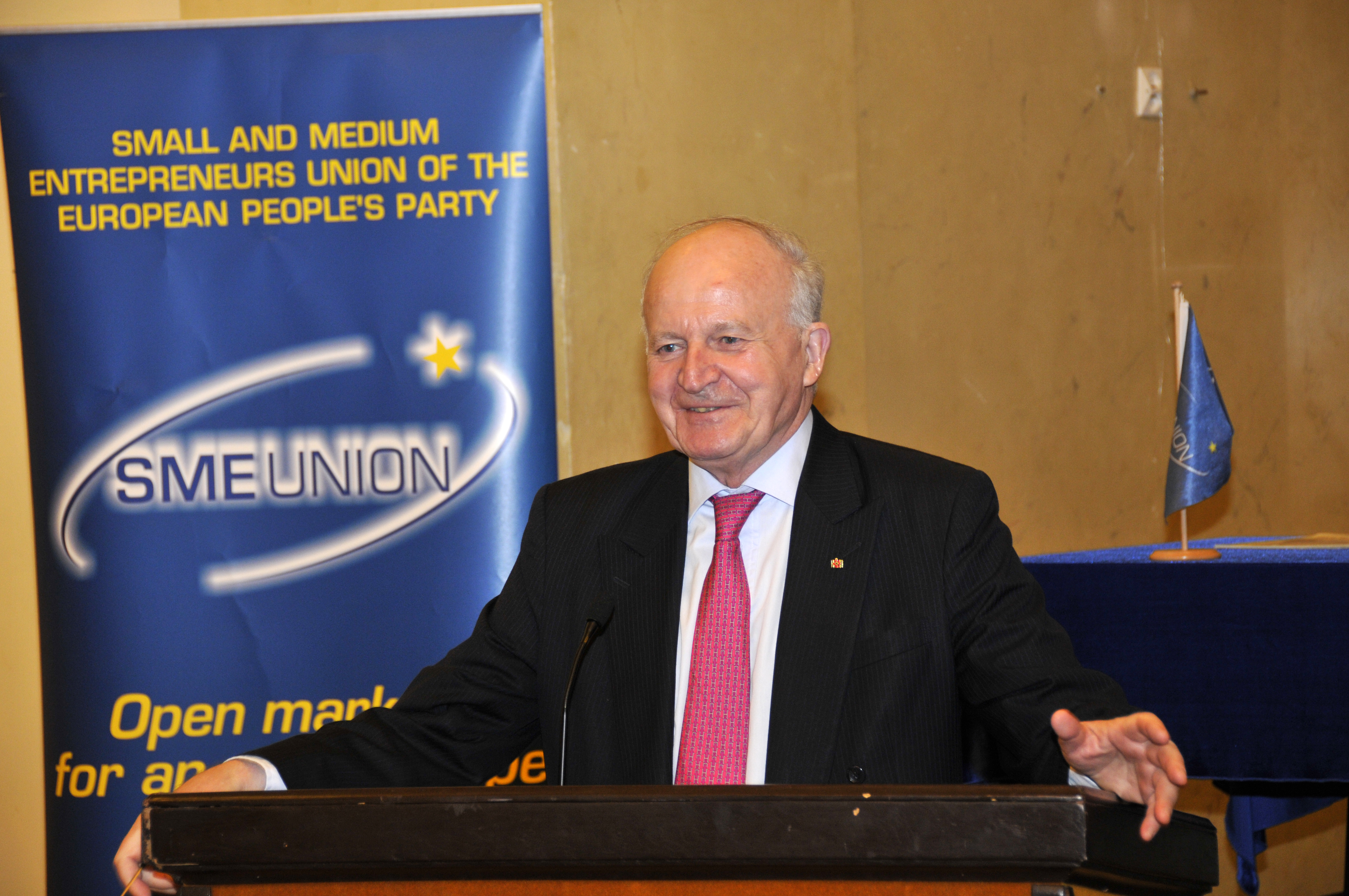
Roda de premsa de Pimes Europa en el XXI Congrés del Partit Popular Europeu a Bucarest.

La xarxa Pimes Europa (SME Union per les seves sigles en anglès) té com a objectiu millorar la política europea perquè sigui més oberta als petits i mitjans empresaris. Aquesta entitat té una especial importància per al Partit Popular Europeu, ja que considera a les Pimes com una important font de treball, prosperitat i creixement.
Una de les principals prioritats de l'associació, dirigida per l'eurodiputat Ivan Stefanec, proposa reformar el marc legal de petites i mitjanes empreses a la Unió Europea, i promoure així els seus interessos a Europa perquè siguin veritable motor de l'economia del continent.

#### Unió Europea de Persones Majors
La Unió Europea de Persones Majors (ESU per les seves sigles en anglès), va ser fundada a Madrid l'any 1995 i està liderada per An Hermans del partit belga Cristià Demòcrata i Flamenc. És l'organització política més gran de persones majors, amb més de 30 organitzacions de 26 estats.
La ESCU està dedicada a la lluita pel millorament dels drets dels majors i la seva incorporació en la societat. Els seus objectius són la promoció del rol dels majors en una societat europea que avança en edat, la lluita contra la discriminació dels ancians, el sistema de pensions europeu, relacions intergeneracionals i la participació.

#### Unió Europea de Treballadors Demòcrata Cristians
La Unió Europea de Treballadors Demòcrata Cristians (EUCDW per les seves sigles en anglès) és l'organització de treballadors del Partit Popular Europeu, que agrupa 18 organitzacions de diversos països europeus, i està liderada per l'eurodiputat alemany Elmar Brok.
La EUCDW busca la unificació política d'una Europa democràtica, promoure el desenvolupament del PPE sobre les bases de l'ensenyament social cristià, representar i defensar els interessos dels treballadors en la política europea, treballar pels principis de l'ensenyament social cristià i augmentar la cooperació amb els treballadors i els seus representants per a concretar el model social europeu.

### Membres individuals
Finalment, tots els membres del Grup del Partit Popular Europeu elegits en una llista d'un partit membre són també membres individuals ex officio de l'associació. També es poden convertir en membres individuals altres eurodiputats del Parlament Europeu a proposta de la Presidència de l'associació. Els drets de veu i vot dels membres individuals dins dels òrgans de l'associació, segons els estatuts, són personals i inalienables.